# 石川 (藤沢市)
石川（いしかわ）は、神奈川県藤沢市の町丁・大字。現行行政地名は石川一丁目から石川六丁目と、大字石川。住居表示は未実施区域。

## 地理

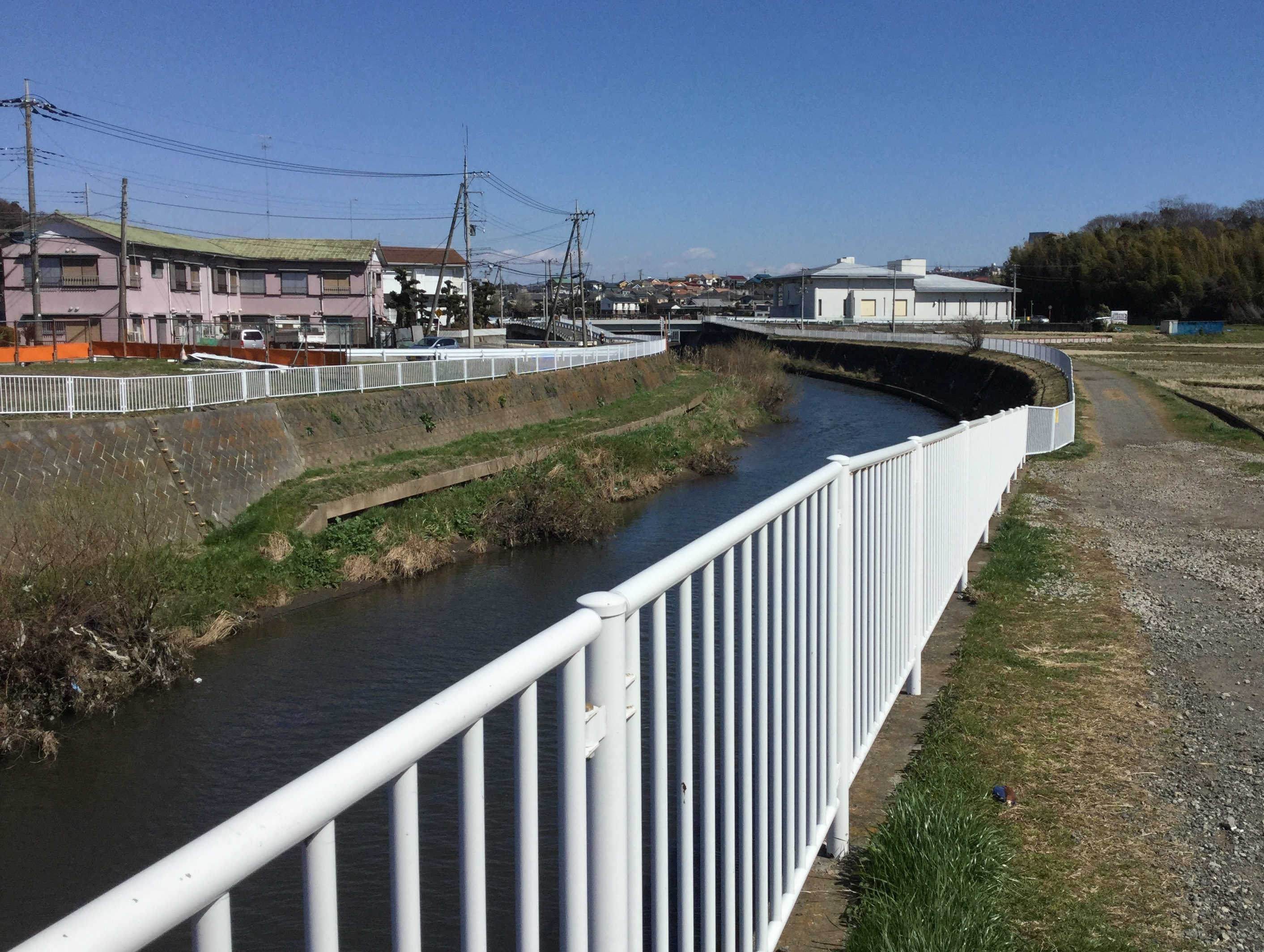
引地川（石川橋付近）

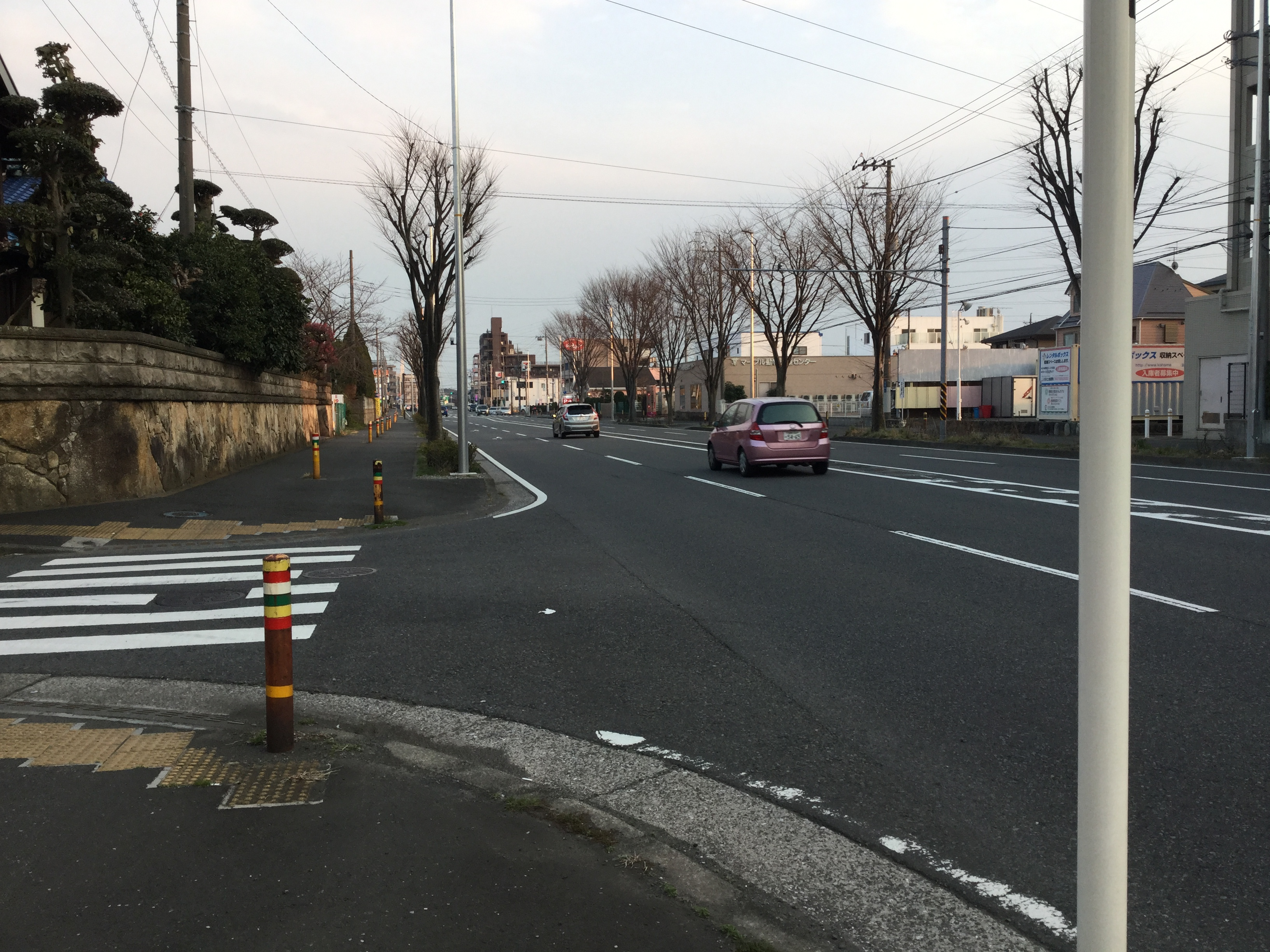
県道43号 一丁目付近から南方向

藤沢市のほぼ中央に位置する。南北に縦断する県道43号は主要地方道であり、藤沢市中心部と県央部を結んでいる事から交通量が多く、区域内においても商業施設が多く、秋葉台公園とも隣接する。
北部は引地川支流と県道43号沿いの相模野台地であり桐原町と隣接している。このため、周辺には大型工場・工業団地・ジスティクスセンターなどが多く見られる。
南部は大庭より続く引地川沿いの低地である。湘南ライフタウンの一部となっており善行団地とも隣接している。
区域の多くが北部第二（二地区）土地区画整理事業によって区画整理された住宅地が広がる。
地区全体が藤沢市北部の拠点である湘南台に近い事もあり、施設名に湘南台の名を掲げる例が多い。
開発が進む一方で、石川丸山谷戸には野生のホタルが見られ、貴重な里山として神奈川県の里地里山保全等地域に認定されている。
なお、北東部の桐原町内に飛び地がある。

### 行政地区
藤沢市の13の行政地区の区分けでは、市内最多の4地区に分けられている。
- 湘南大庭地区 - 湘南ライフタウンの一部
- 六会地区 - 一〜四丁目、及び住所表示未実施地域の一部
- 湘南台地区 - 住所表示未実施地域の一部
- 遠藤地区 - 五〜六丁目、及び住所表示未実施地域の一部

### 含まれる地域
- 石川一丁目 - 六丁目
- 石川

かつて石川に含まれた地域に関しては後述。

### 河川
- 引地川
  - 一色川 - 引地川支流

### 地価
住宅地の地価は、2023年（令和5年）1月1日の公示地価によれば、石川3丁目8番15外の地点で15万1000円/m2、石川5丁目25番35外の地点で16万3000円/m2となっている。

## 歴史

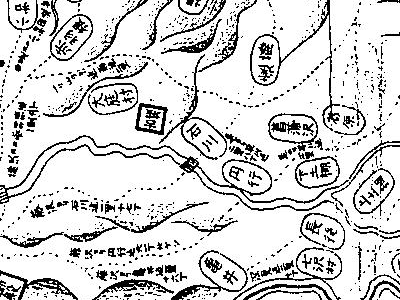
正保年間の相模国高座郡石川村周辺（拡大）。右側が北。
新編相模国風土記稿 第3輯大住・愛甲・高座郡 正保改定図より抜粋。

北部第二土地区画整理事業によって南鍛冶山遺跡が発掘調査され、石川には旧石器時代から人々の営みがあった事が明らかになっている。南鍛冶山遺跡からは縄文・古墳・奈良・平安・中近世までの遺跡・遺構が発見されている。
古くは「石河」「石志加皮」とも表記された。
平安から鎌倉時代にかけて南に隣接する大庭郷を中心とした荘園、大庭御厨が成立しているが、北端とされる「大牧崎」が現在のどの地域をさすかが不明なため、石川が大庭御厨に含まれていたかどうかは定かではない。
鎌倉時代の御家人で、後に浄土宗開祖の法然に帰依した道弁は相模国大庭御厨石川郷の出身と伝わる（ただし一説によれば彼は隣の渋谷荘を治める渋谷氏出身で、石川郷も渋谷荘であったという）。
戦国時代には石川六人衆（西山土佐・内島和泉・佐川図書・田城加賀・市川越後・伊沢伊織）と呼ばれる豪族がこの地に勢力を伸ばした。南西部に位置する佐波神社は彼らによって勧請されたと伝えられる。現在、彼らの名前は一部の地名や施設名に名残を残す（伊澤稲荷神社など）。
豊臣秀吉による小田原征伐の際に隣の遠藤村の寺に出された制札には「シホヤノ庄石川之郷」との表記が見える。
江戸時代は旗本の中根貞重が200石を与えられて以来、中根氏による知行が続いた。
廃藩置県後は、周辺の5村と合併し六会村となる。「六会」の由来はこのときの6村による6ヶ村組合から。
戦後は藤沢市に合併し、開発によって発展・住宅地化し、以前の田畑が広がる風景は想像しにくくなりつつある。

### 地名の由来
全国各地にある石を流す川、小石混じりの川周辺の地形をさす。引地川が相模野台地を削って出来た石の多い地形をさすと考えられる。

### 沿革
- 正嘉1年（1257年） - 決答授手印疑問鈔に在阿が道弁を訪ねた先として「石河ノ里」と記される[15]。
- 13世紀後半 - 14世紀前半頃 - 道弁の紹介として「石河ノ里ハ者相模國澁屋郡石河七郞入道道遍也」と記される[16]。
- 永禄2年（1559年） - 小田原衆所領役帳に「(相模国)東郡石川」と記され、後北条氏の支配下にあった[13]。
- 天正18年（1590年） - 小田原征伐の際、隣村遠藤村の宝泉寺に出された制札に「シホヤノ庄石川之郷」と記される。
- 天正19年（1591年）5月 - 徳川家康より、中根貞重に相模国高座郡石川郷の200石が与えられる[14][13]。
- 寛永2年（1625年）9月2日 - 中根貞重の子、貞次に鎌倉郡俣野郷と合わせて230石が与えられる[14]。
- 安永4年（1775年） - 引地川に船を通すことについて大庭村、稲荷村、石川村、円行村、羽鳥村および辻堂村より、差支えない旨江戸幕府へ書状を提出する。
- 天保12年（1841年） - 新編相模国風土記稿に「高座郡大庭庄石川村」と記される。戸数120[13]。
- 1878年（明治11年） - 大小区制の廃止と郡区町村編制法の制定によって亀井野・石川・西俣野・円行・今田・下土棚による6ヶ村組合が設立される[17]。
- 1889年（明治22年） - 町村制施行により六会村石川となる。
- 1891年（明治23年） - 石川学校、亀井野学校、西俣野学校および亀井野学校円行分校を廃止して、高等六会小学校設立を出願し許可される。
- 1942年（昭和17年） 3月10日 - 合併により藤沢市大字石川となる。
- 1966年（昭和41年）- 石川、円行地区の一部が分離し、桐原町に[18]。
- 1969年（昭和44年） - 北部第二（一地区）土地区画整理事業[19]開始。（1994年まで）
- 1971年（昭和46年） - 石川東部土地区画整理事業[20]開始（1983年まで）
- 1980年（昭和55年） - 北部第二（二地区）土地区画整理事業[21]開始。
- 1982年（昭和57年） - 北部第二（二地区）土地区画整理事業に伴い、南鍛冶山遺跡の発掘調査が行われる（1992年まで）
- 1983年（昭和58年） - 石川東部土地区画整理事業完了。一部が天神町一 - 三丁目として分離。
- 1987年（昭和62年） 11月8日 - 一部が善行団地として分離[22]。
- 2003年（平成15年） - 北部第二（二地区）土地区画整理事業終了。
- 2004年（平成16年） - 藤沢卸売団地地区地区計画決定。
- 2009年（平成21年） 9月15日 - 石川丸山谷戸が神奈川県の里地里山保全等地域に認定される[7]。

### 小字・小名など地名の変遷

#### 新編相模国風土記稿に記録された小名
- 権現村
  - 元・権現堂村といい、大庭村と接していたとされる。後述の熊野権現堂があるとされ、現在の字「権現庭」と思われる。
- 一色谷戸
- 北原
  - 道祖神の名に残る

#### 過去の一時期のみ地図上で確認できる地名
- 上ノ谷（かさのやと）[23]/ 上ガ谷（かさがやと）[24]
- 原[25]
- 原庭[25] - 自治会名に残る[26]
- 向山田[27] - 東山田が一時期この名称で記されていた
- 南原[25] - 自治会名に残る[26]
- 宮下[27]

#### 区画整理事業前の小字
これらは丁目表示されない場所や、交差点名やバス停名などに今も残る。
- 鍛冶山
- 南鍛冶山
- 下の根
- 五反田
- 一之坪
- 矢端
- 矢向
- 中村
- 一色下
- 一色上
- 近藤山
- 大山
- 田嶋屋敷
- 中原
- 中之塚
- 轡が窪
- 和泉原
- 山田
- 稲荷山
- 中河内
- 下河内
- 権現庭
- 天神山
- 岡田屋敷
- 東山田
- 焼塚
- 田嶋山
- 丸山
- 色子

なお、一部は善行団地、桐原町、天神町として分離している。

## 産業
藤沢市北部の工業地帯周辺に位置するため住宅地・市街地と準工業地帯が混在する。地区の南部を中心に建築関連の企業が多く、特に大手建材メーカー・リフォームメーカーのショールームの集積が見られる。

### 石川地区の主な建材・リフォームショールーム
LIXIL 藤沢水まわりショールーム 北緯35度22分36.9秒 東経139度27分14秒
- タカラスタンダード 藤沢ショールーム[30] 北緯35度22分35.2秒 東経139度27分10.6秒
- クリナップ 藤沢ショールーム[注 3] 北緯35度23分1.3秒 東経139度27分23.8秒
- フレッシュハウス 藤沢ショールーム[31] 北緯35度22分40.4秒 東経139度27分6.7秒
- LIXILリフォームショップ 藤沢湘南台店

## 世帯数と人口
2023年（令和5年）9月1日現在（藤沢市発表）の世帯数と人口は以下の通りである。
| 大字・丁目 | 世帯数    | 人口     |
| ---------- | --------- | -------- |
| 石川       | 1,118世帯 | 2,728人  |
| 石川一丁目 | 1,073世帯 | 2,342人  |
| 石川二丁目 | 743世帯   | 1,689人  |
| 石川三丁目 | 1,014世帯 | 2,462人  |
| 石川四丁目 | 1,593世帯 | 3,526人  |
| 石川五丁目 | 1,325世帯 | 2,735人  |
| 石川六丁目 | 1,449世帯 | 2,983人  |
| 計         | 8,315世帯 | 18,465人 |

### 人口の変遷
国勢調査による人口の推移。
| 年                 | 人口   |
| ------------------ | ------ |
| 1995年（平成7年）  | 13,031 |
| 2000年（平成12年） | 14,625 |
| 2005年（平成17年） | 16,589 |
| 2010年（平成22年） | 17,145 |
| 2015年（平成27年） | 17,997 |
| 2020年（令和2年）  | 18,532 |

### 世帯数の変遷
国勢調査による世帯数の推移。
| 年                 | 世帯数 |
| ------------------ | ------ |
| 1995年（平成7年）  | 5,283  |
| 2000年（平成12年） | 5,409  |
| 2005年（平成17年） | 6,313  |
| 2010年（平成22年） | 6,728  |
| 2015年（平成27年） | 7,252  |
| 2020年（令和2年）  | 7,942  |

## 学区
当区域において市立小・中学校に通う場合、学区は目安として以下の通りとなる。
詳細については,学区明細地図の参照が必要である（2020年2月時点）。
| 丁目       | 番地                                                                          | 小学校       | 中学校       |
| ---------- | ----------------------------------------------------------------------------- | ------------ | ------------ |
| 石川１丁目 | １番地～２３番地,２９番地,３０番地の一部                                      | 石川小学校   | 滝の沢中学校 |
| 石川１丁目 | ２４番地～２８番地,３０番地の 一部,３１番地～３２番地,３５番地                | 天神小学校   | 六会中学校   |
| 石川２丁目 | 全域                                                                          | 天神小学校   | 六会中学校   |
| 石川３丁目 | 全域                                                                          | 石川小学校   | 滝の沢中学校 |
| 石川４丁目 | １番地～３７番地,３８番地の一部,３９番地～４０番地,６７７番地－ １,７３４番地 | 石川小学校   | 滝の沢中学校 |
| 石川４丁目 | ３８番地の一部                                                                | 駒寄小学校   | 滝の沢中学校 |
| 石川５丁目 | １番地～９番地                                                                | 秋葉台小学校 | 秋葉台中学校 |
| 石川５丁目 | １０番地～３５番地                                                            | 石川小学校   | 秋葉台中学校 |
| 石川６丁目 | 全域                                                                          | 秋葉台小学校 | 秋葉台中学校 |
| 石川番地   | ２０番地～４０９０番地の一部                                                  | 天神小学校   |              |
| 石川番地   | １７３５番地～１９２６番地の一部                                              | 天神小学校   | 秋葉台中学校 |
| 石川番地   | ６３５番地～７９５番地の一部                                                  | 駒寄小学校   | 滝の沢中学校 |
| 石川番地   | ３８６９番地～４８９４番地の一部                                              | 善行小学校   | 善行中学校   |
| 石川番地   | 一部                                                                          | 秋葉台小学校 | 六会中学校   |

## 事業所
2021年（令和3年）現在の経済センサス調査による事業所数と従業員数は以下の通りである。
| 大字・丁目 | 事業所数  | 従業員数 |
| ---------- | --------- | -------- |
| 石川       | 95事業所  | 1,306人  |
| 石川一丁目 | 73事業所  | 1,003人  |
| 石川二丁目 | 49事業所  | 607人    |
| 石川三丁目 | 46事業所  | 302人    |
| 石川四丁目 | 53事業所  | 576人    |
| 石川五丁目 | 96事業所  | 1,238人  |
| 石川六丁目 | 139事業所 | 1,867人  |
| 計         | 551事業所 | 6,899人  |

### 事業者数の変遷
経済センサスによる事業所数の推移。
| 年                 | 事業者数 |
| ------------------ | -------- |
| 2016年（平成28年） | 584      |
| 2021年（令和3年）  | 551      |

### 従業員数の変遷
経済センサスによる従業員数の推移。
| 年                 | 従業員数 |
| ------------------ | -------- |
| 2016年（平成28年） | 6,907    |
| 2021年（令和3年）  | 6,899    |

## 交通

### 鉄道
2021年現在、当地を通る鉄道路線はない。
相鉄いずみ野線延伸による新駅構想（石川６丁目イトーヨーカドー付近、いずみ野線A駅）があり、いずみ野線A駅周辺まちづくり連絡会が設置され、まちづくりに関する意見交換やいずみ野線の延伸についての情報共有等が行われている。
当地直線距離での最寄り駅は小田急江ノ島線六会日大前駅がであるが、バス便は交通拠点である湘南台駅に集中している。

### バス
- 神奈川中央交通[42]

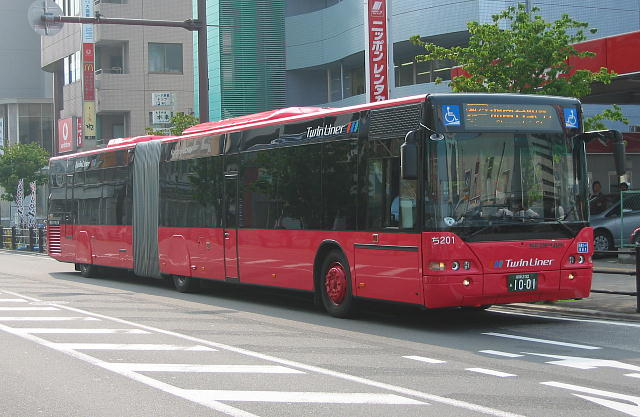
神奈川中央交通のツインライナー。［湘25］南大山バス停に停車する。

  - 藤34・39系統 藤沢駅北口行、湘南台駅西口行
  - 湘11系統 湘南台駅西口行、茅ヶ崎駅行
  - 湘13系統 湘南台駅西口行（湘南台駅-桐原工業団地循環）
  - 湘15系統 湘南台駅西口行、文化体育館前行
  - 湘16系統 湘南台駅西口行（二番構保健医療センター発のみ）
  - 湘17系統 湘南台駅西口行、文教大学行
  - 湘20系統 湘南台駅西口行、綾瀬車庫行
  - 湘23・24・25系統 湘南台駅西口行、慶応大学行、慶応中高等部前行
  - 湘26系統 湘南台駅西口行（深夜バスのみ・経路は湘23と同一）
  - 湘28系統 湘南台駅西口行、慶応中高等部前行
  - 辻26系統 湘南台駅西口行、辻堂駅北口行

2019年5月現在、当地北部を中心に湘南台駅西口へと向かう多くの便が頻繁に運行されている。
南大山バス停は連節バス（ツインライナー）による急行が平日・土曜に停車し、最大1時間当たり10本のバスが運行されており、利便性が非常に高い。
また、県道43号線沿いからは藤沢駅北口へと向かう事も可能である。
辻堂駅行きは1系統のみの運行であるが、南西部であれば大庭の湘南ライフタウン方面へ歩く事で、湘南ライフタウンと辻堂間を運行するバスを利用する事が可能である。

### 道路
- 神奈川県道43号藤沢厚木線

- 神奈川県道403号菖蒲沢戸塚線
- 都市計画道路 高倉遠藤線
- 都市計画道路 石川下土棚線

### 橋梁
- 横浜水道引地川水道橋
- 石川橋
- 秋本橋
- 山田橋

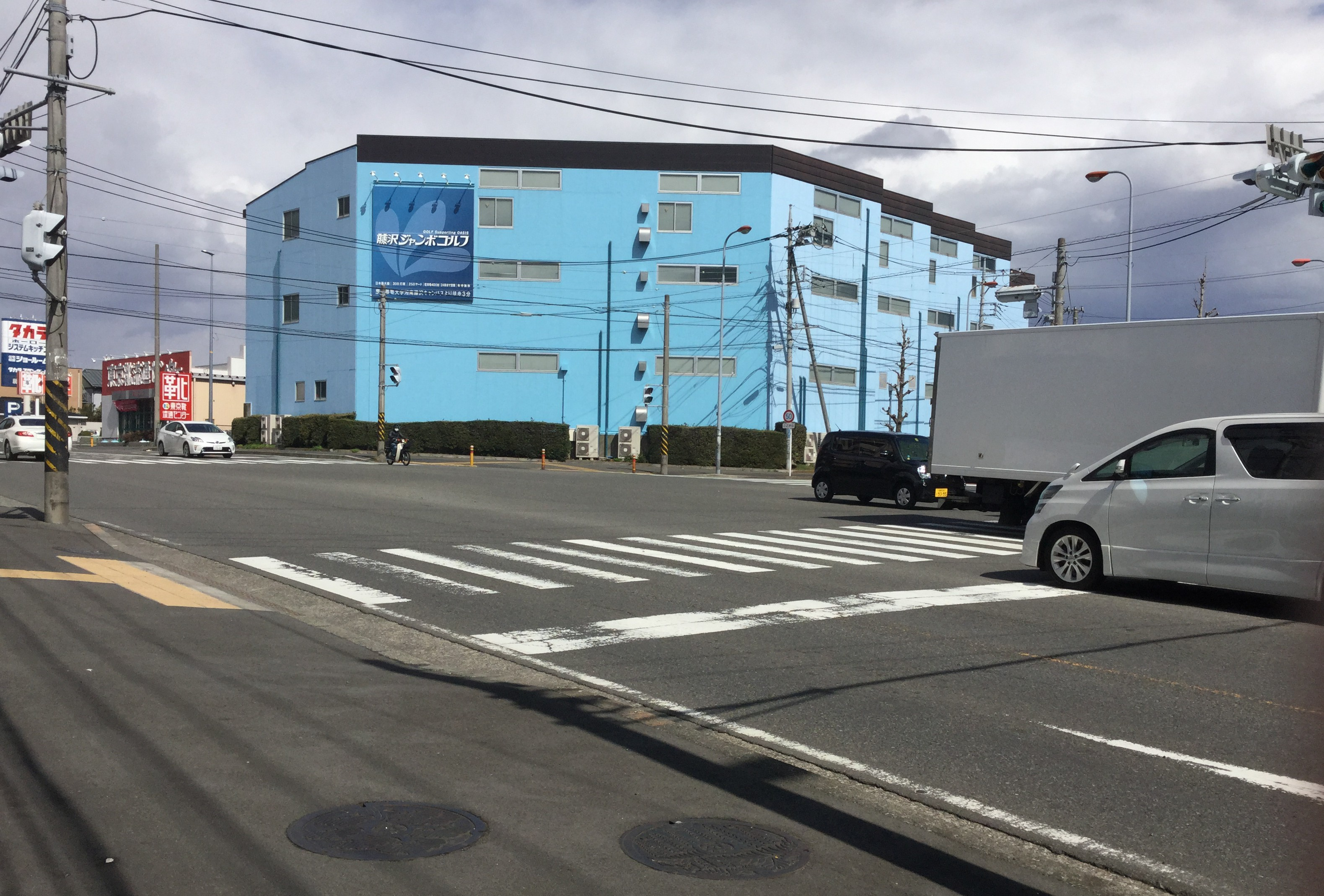
南鍛冶山交差点。 神奈川県道43号藤沢厚木線と石川下土棚線が交差する。
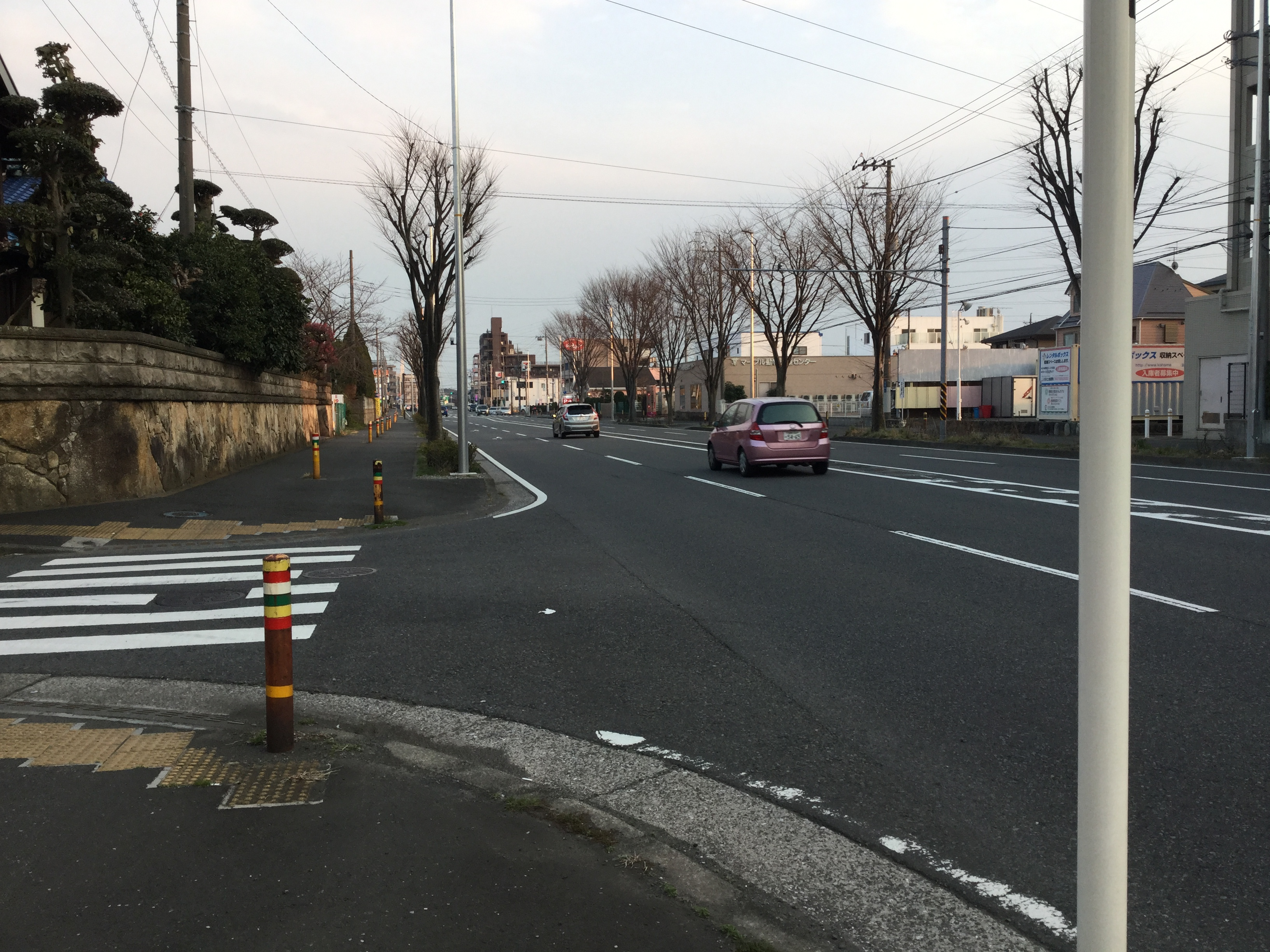
神奈川県道43号藤沢厚木線 石川一丁目付近
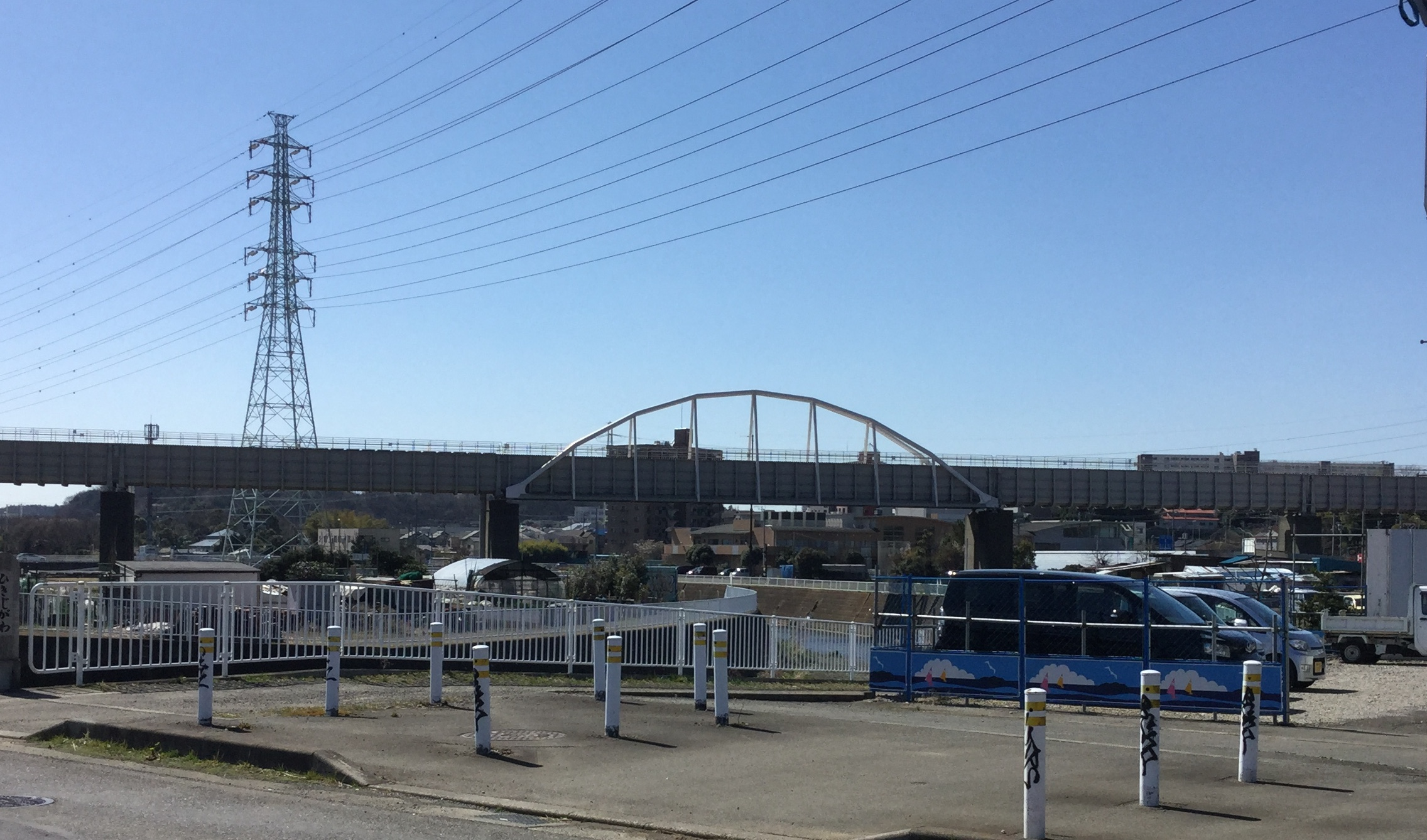
横浜水道引地川水道橋
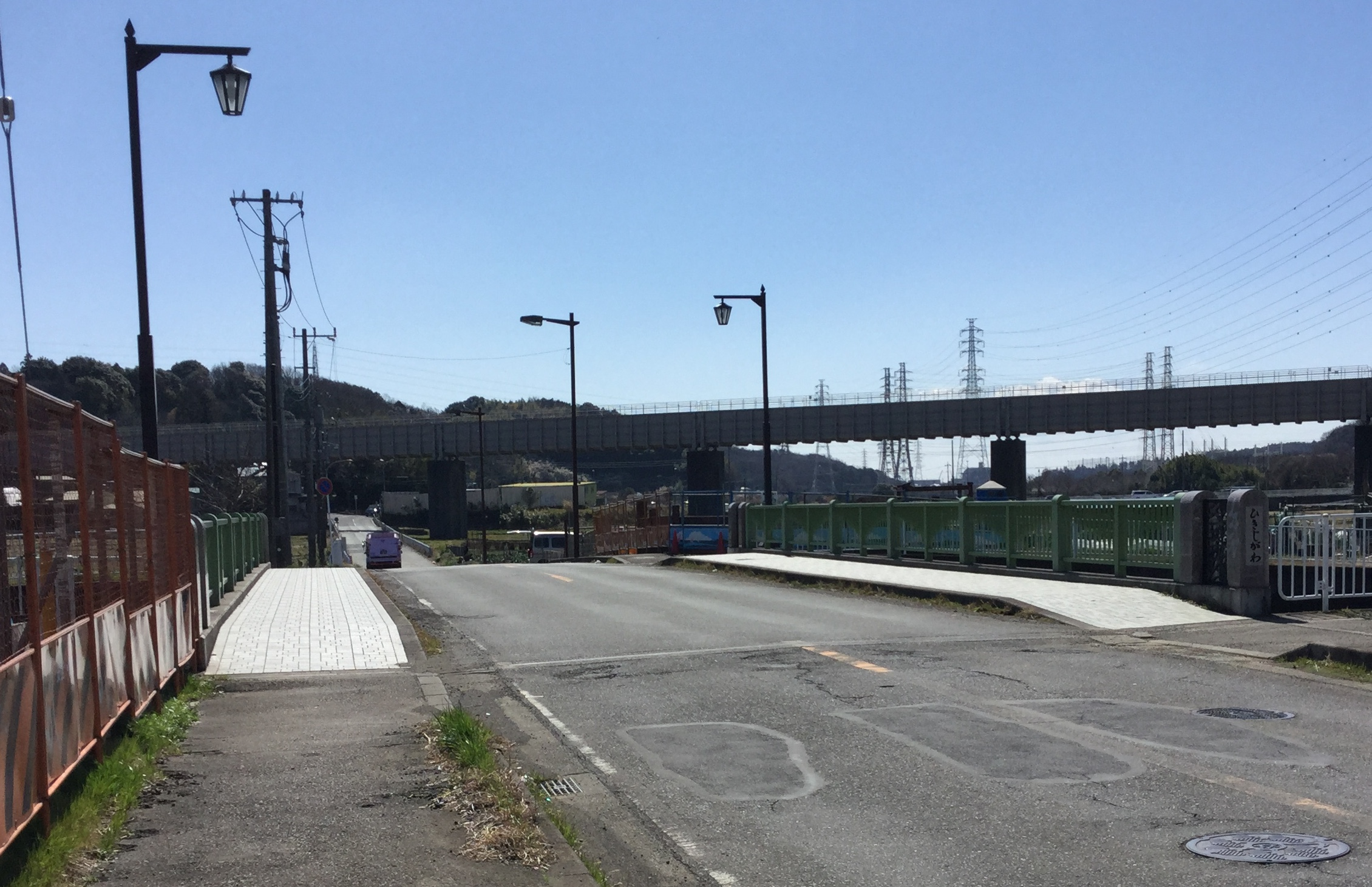
引地川にかかる石川橋
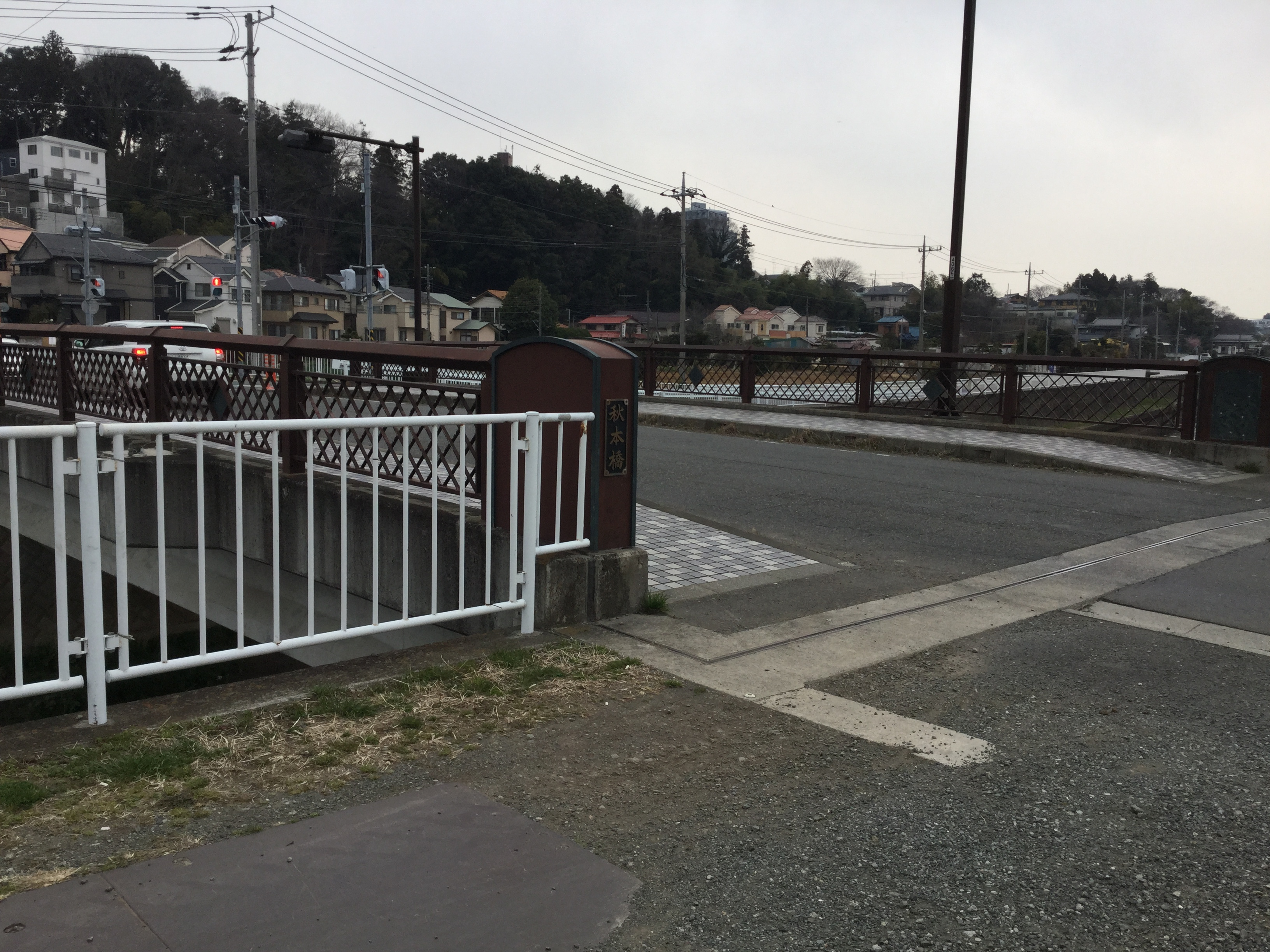
引地川にかかる秋本橋
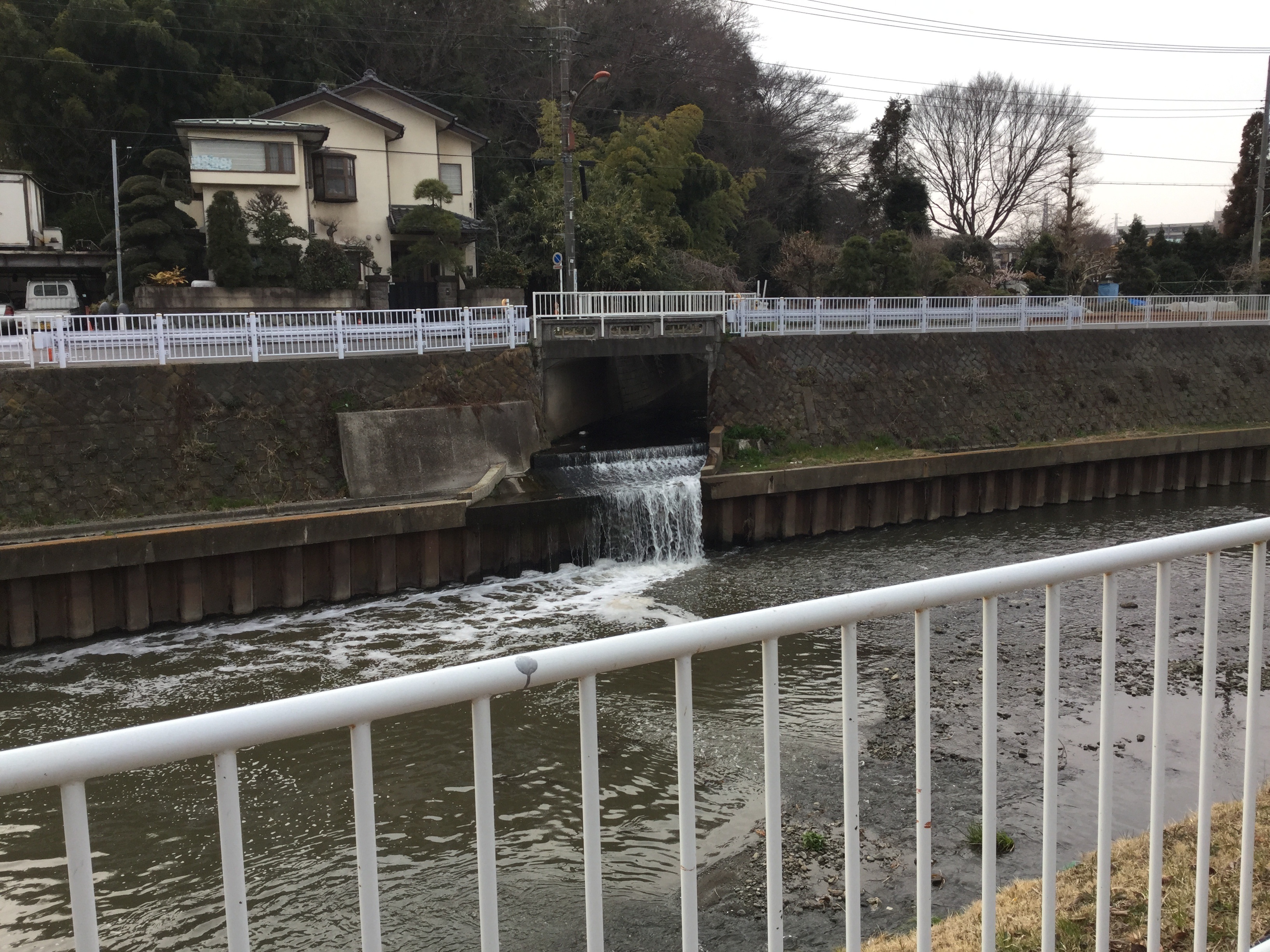
引地川と一色川の合流地点にかかる稲荷山橋

## 施設

### 公共施設
- 石川コミュニティセンター/六会市民センター石川分館[43]
- 石川市民の家[44]
- 北部環境事業所[45]
- 藤沢北警察署石川交番[46]
- 藤沢市消防防災訓練センター [47]
- 石川児童館（ぼうけんじま）[48]
- 藤沢市消防第13分団
- 藤沢市石川ポンプ場[49]

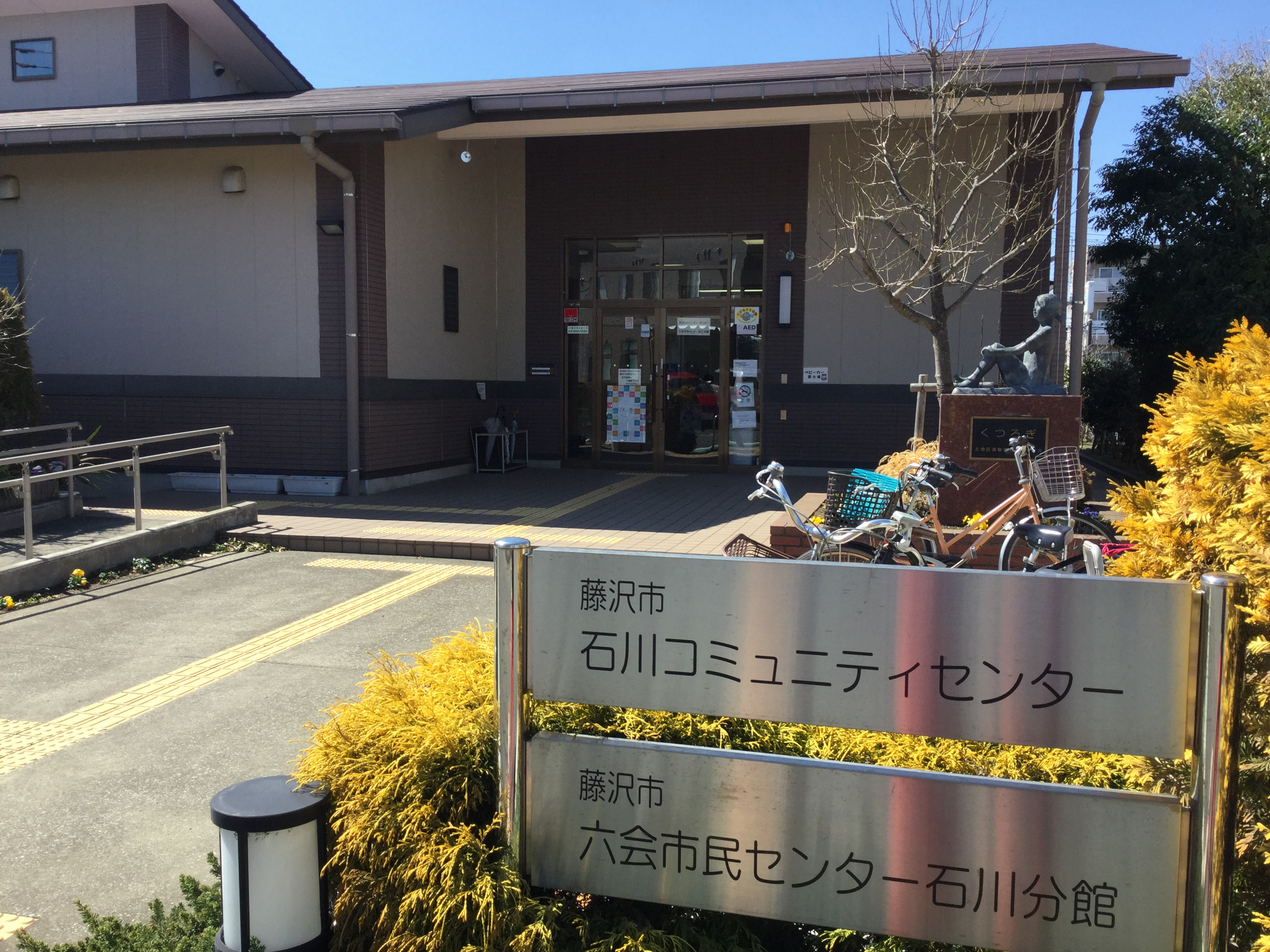
藤沢市石川コミュニティセンター・六会市民センター石川分館
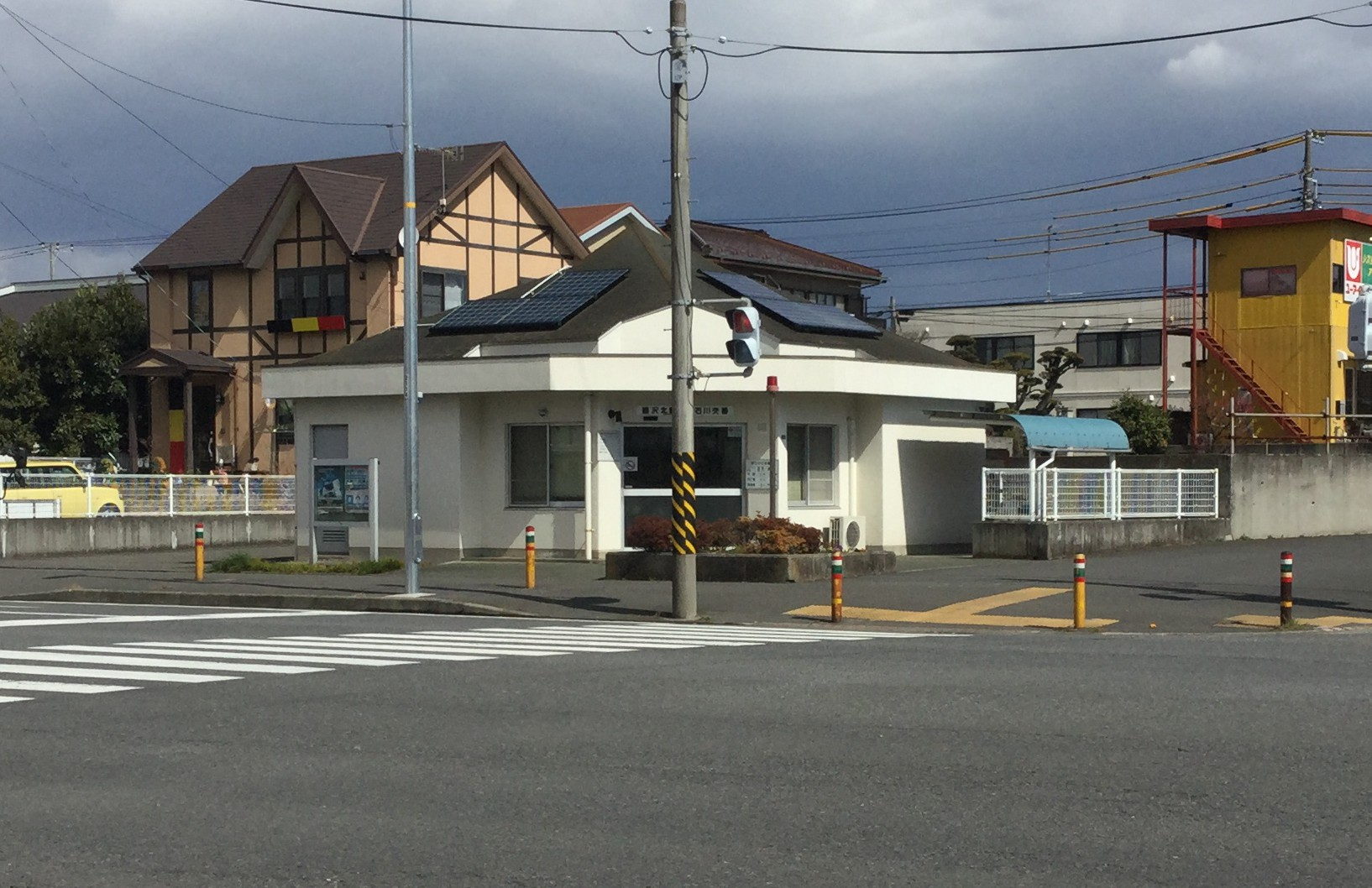
藤沢北警察署石川交番
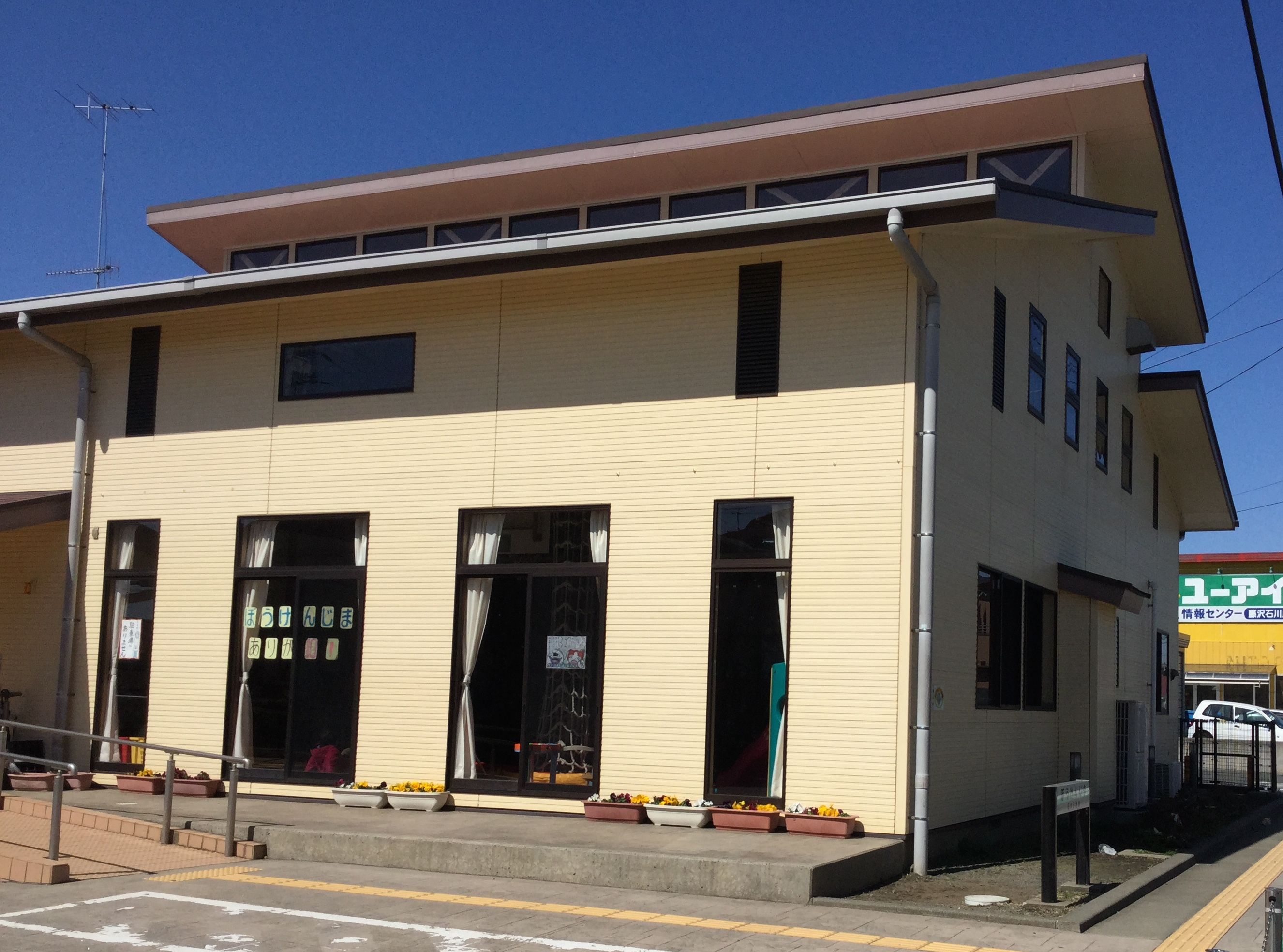
藤沢市 石川児童館（ぼうけんじま）
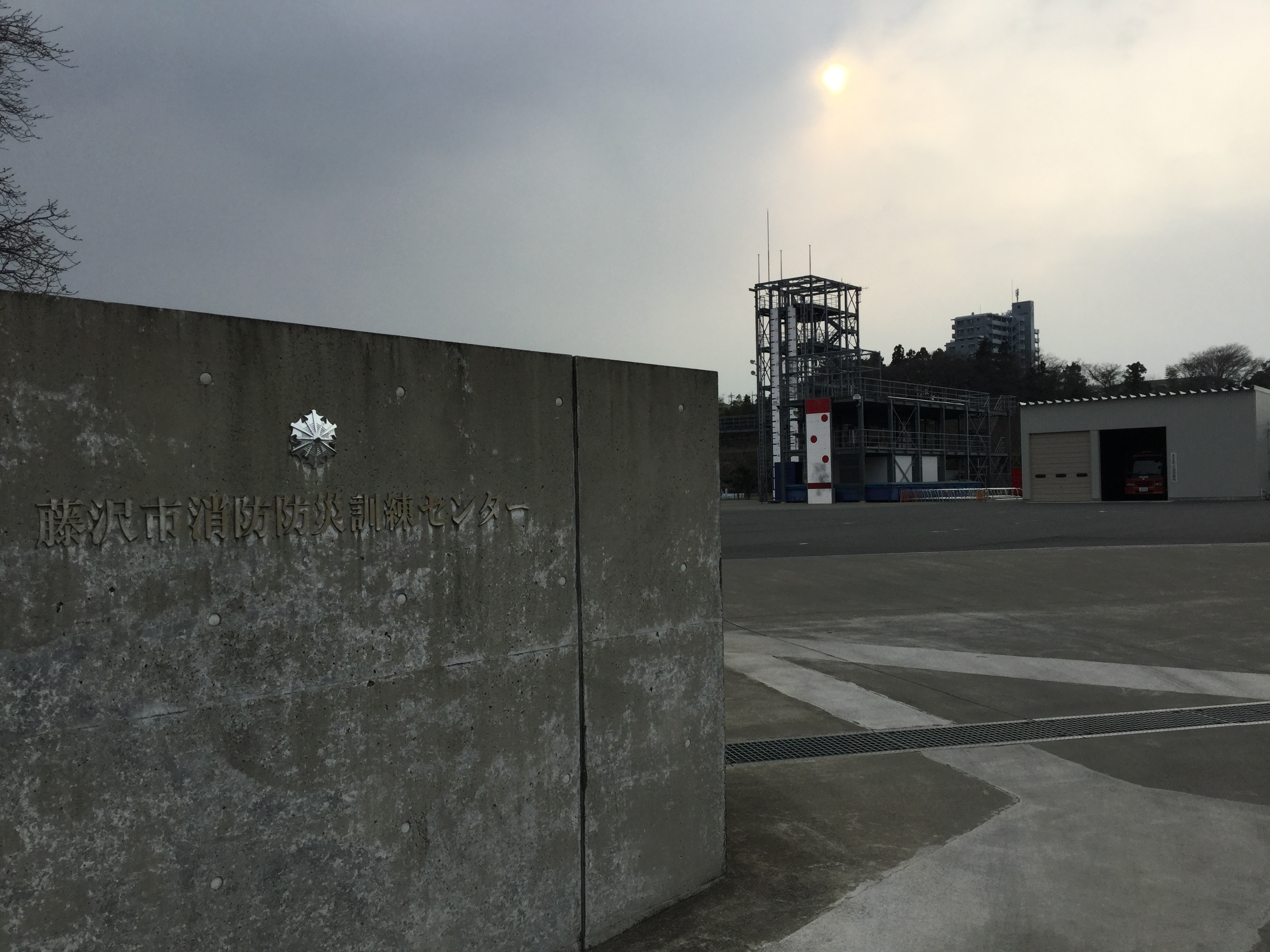
藤沢市立消防防災訓練センター

### 教育機関
- 藤沢市立あずま保育園

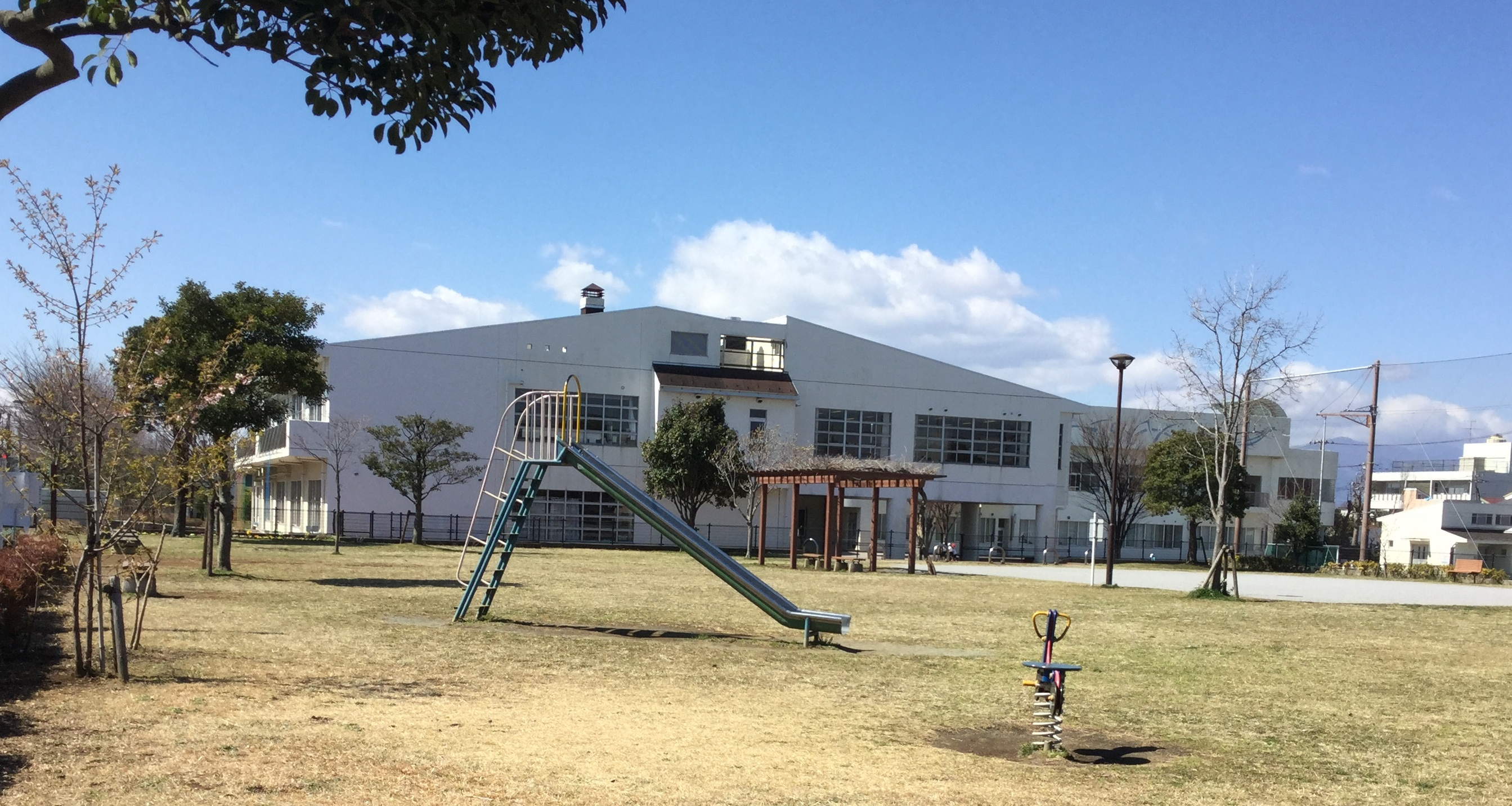
藤沢市立石川小学校
- 藤沢市立善行中学校[注 4]
- 五反田保育園[50]
- 五反田保育園分館[51]
- 善行森の幼稚園[52]
- 湘南台自動車学校

- 神奈川県藤沢市立石川小学校

### 公園

#### 地域内の公園
- 一色公園
- 矢端公園
- 丸石公園
- 山田公園
- 鍛冶山公園
- なかむら公園
- 下の根第一公園
- 下の根第二公園
- 五反田公園
- 駒寄公園
- 石川一の坪公園

#### 隣接する場所に位置する公園
- 秋葉台公園 - 遠藤地区
- 桐原公園 - 桐原町地区

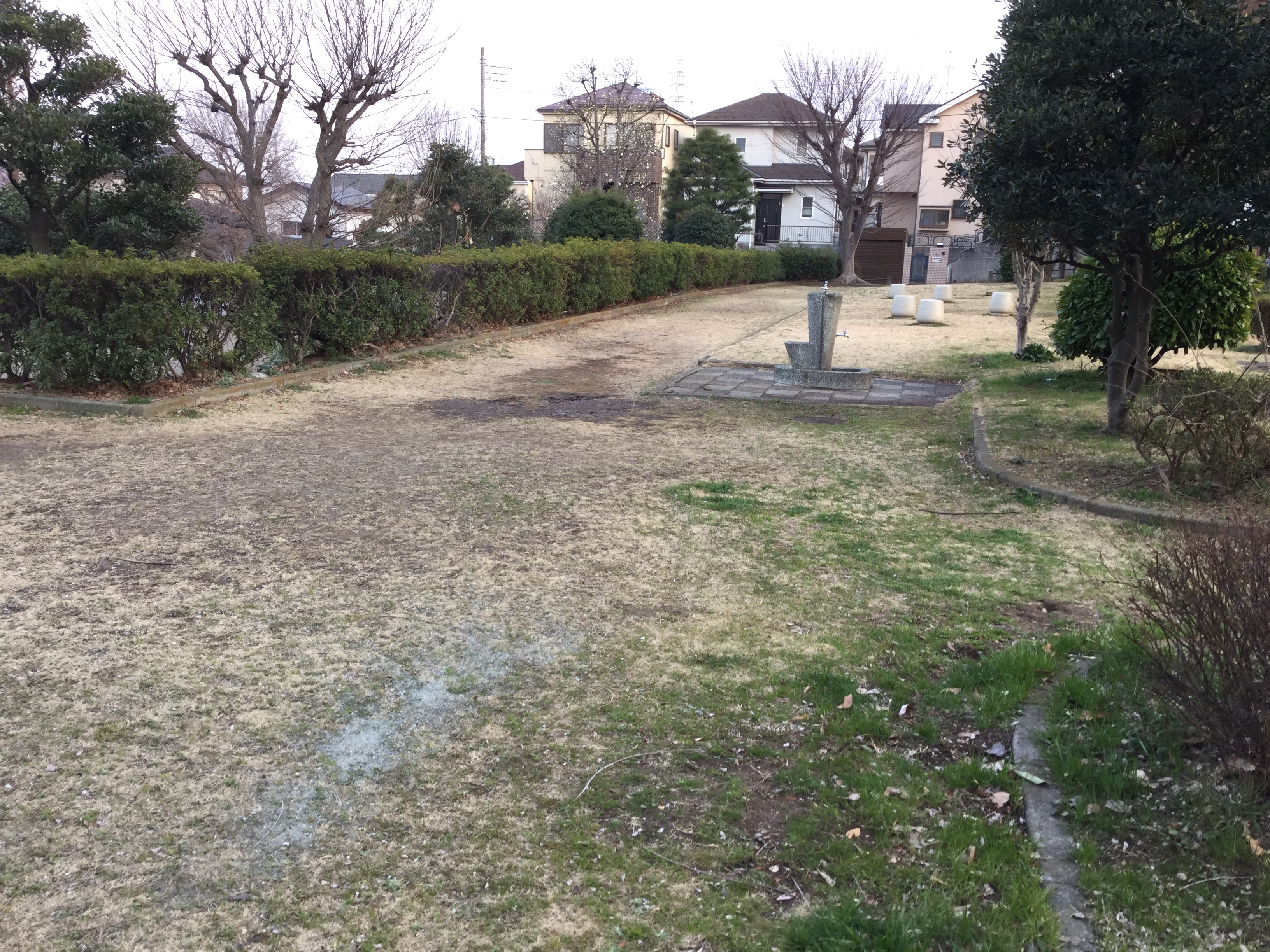
丸石公園
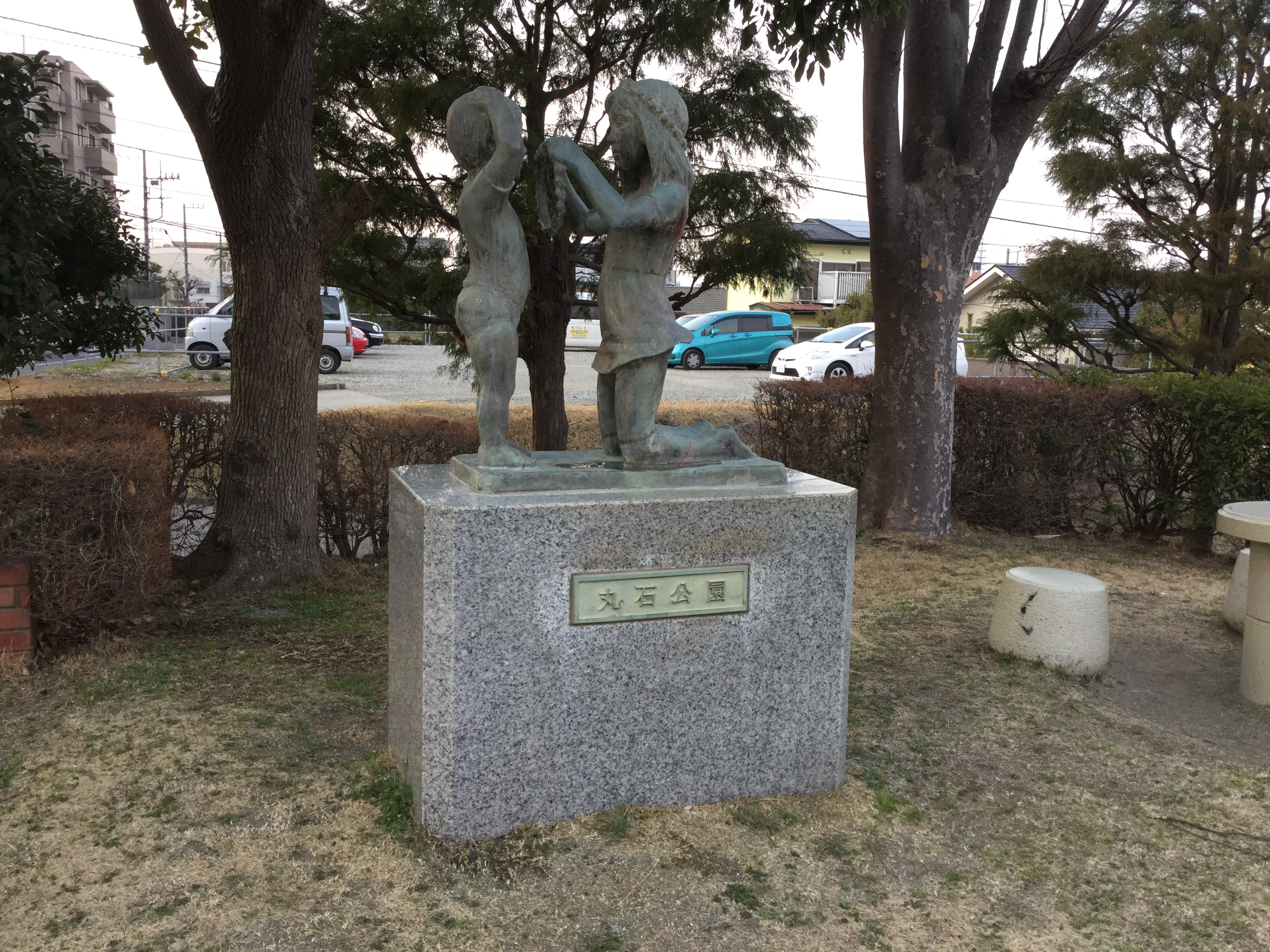
丸石公園の像

### スーパー・大型商業施設等
当地西端にある神奈川県道43号藤沢厚木線周辺に、スーパーや大型商業施設の出店が相次いでおり、活況な状況にある。
- イトーヨーカドー湘南台店[注 5]
- ファッションセンターしまむら湘南台店[注 5]
- ロピア石川店
- ケーヨーデイツー藤沢石川店
- 西友藤沢石川店
- スーパー生鮮館TAIGA藤沢石川店
- サンドラッグ石川店
- 建デポプロ藤沢店
- ジーユー藤沢石川店
- ペットワールドアミーゴ藤沢店
- 東京靴流通センター藤沢石川店
- KYリカー湘南ライフタウン店
- ワットマン藤沢石川店
- クリエイトＳ・Ｄ 藤沢石川店
- カーテン・じゅうたん王国 藤沢石川店
- サイクルベースあさひ藤沢石川店
- メガネスーパー 藤沢石川店
- 眼鏡市場 藤沢石川店
- ウエルシア藤沢石川
- ジェームス新湘南台店

### 飲食店等
- 松屋 藤沢石川店
- ジョナサン 藤沢石川店
- 吉野家 藤沢石川店
- リンガーハット 藤沢石川店
- 焼肉屋さかい 湘南ライフタウン店
- かつや湘南藤沢石川店
- 焼肉安安 藤沢石川店
- くら寿司 湘南台店
- コメダ珈琲店 藤沢湘南台店
- 海湘丸 湘南台店
- 魁力屋　藤沢石川店
- らあめん花月嵐 藤沢石川店

### そのほか
- トヨタモビリティ神奈川 湘南店
- トヨタモビリティ神奈川 藤沢石川店
- ネッツトヨタ神奈川 ウエインズ秋葉台店
- Honda Cars 横浜 藤沢中店
- カーライフプランニング湘南（株）
- トヨタエルアンドエフ神奈川（株）
- ビッグモーター 藤沢店
- 富士楽器 湘南台ショールーム
- セイノースーパーエクスプレス㈱ 藤沢航空営業所
- カラオケまねきねこ藤沢石川店

## 名所・史跡

### 寺社
- 石川(石河)山自性院 - かつては龍見寺と呼んだ[13]
- 寿照寺
- 佐波神社 [注 6]
- 諏訪神社
- 山王神社
- 伊澤稲荷神社[注 6]
- 熊野権現堂 - 小栗判官伝説に登場する権現堂とされる。一般的な同市内の長生院の話とはやや異なる話が伝わる[13]
- 鬼子母神[53]
- 乳母明神 - 地元では「バンバ神」と呼ばれる[53]
- 薬師堂[53]

### 遺跡・遺構
- 南鍛冶山遺跡[10] - 区画整理事業により遺構は見られない。ここから出土した人面墨書土器[54]は市の指定文化財である。
- 最勝寺（廃寺）[注 7]

### 自然
- 石川丸山谷戸・ほたるの里[55]
- 引地川・フジ史跡ロード - 石川地区はなかむら公園が該当[56]。

### ギャラリー

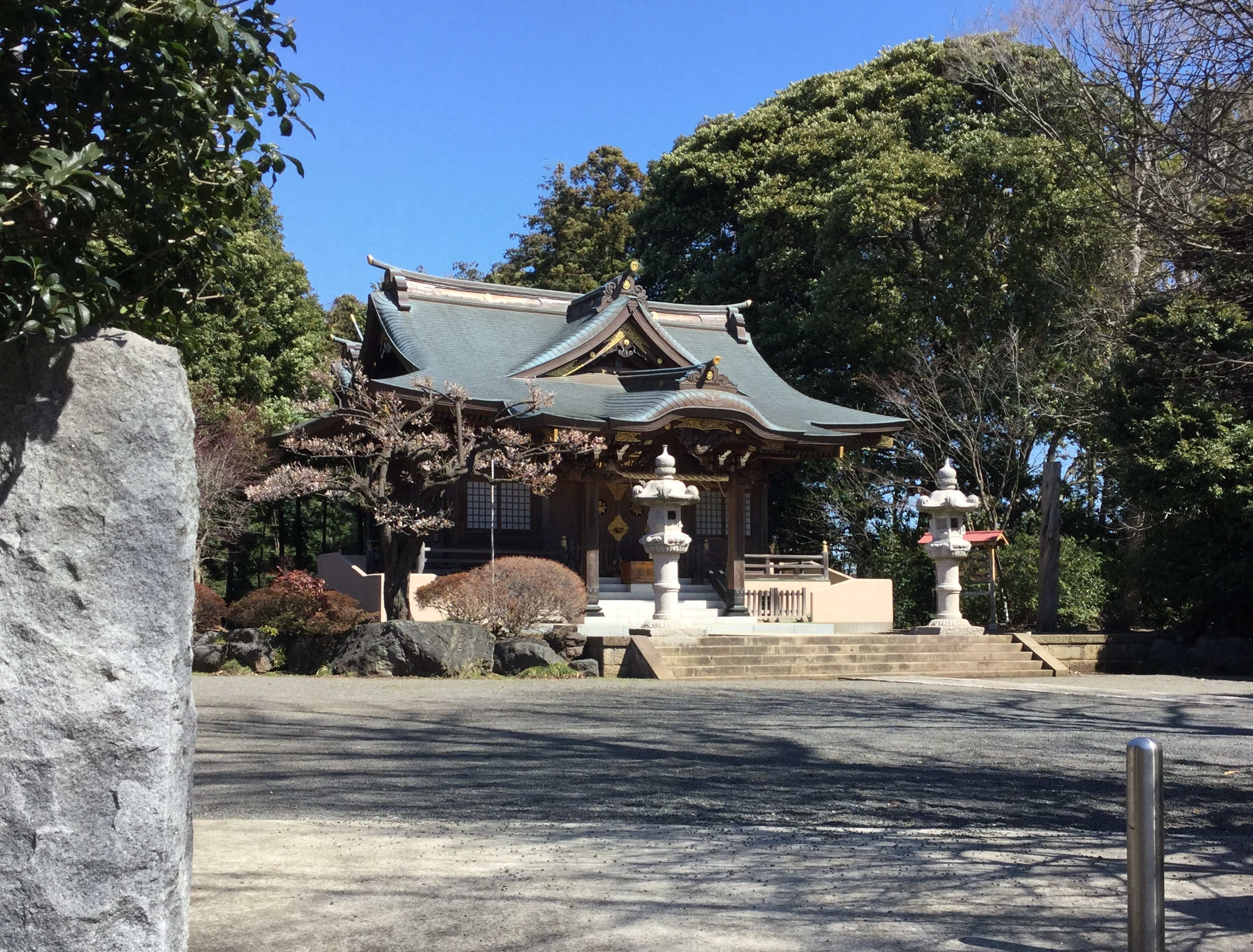
佐波神社 本殿
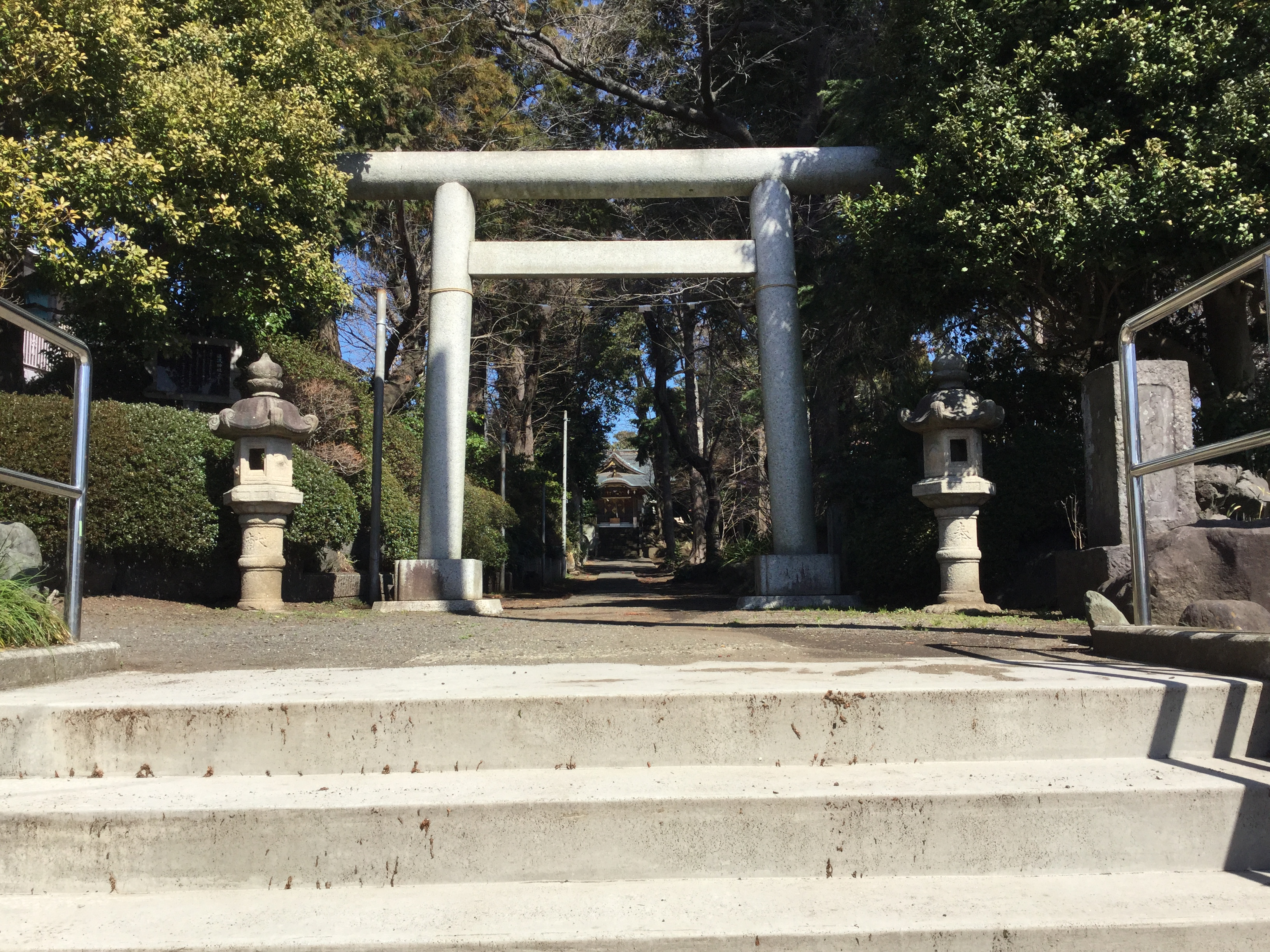
佐波神社 鳥居と参道
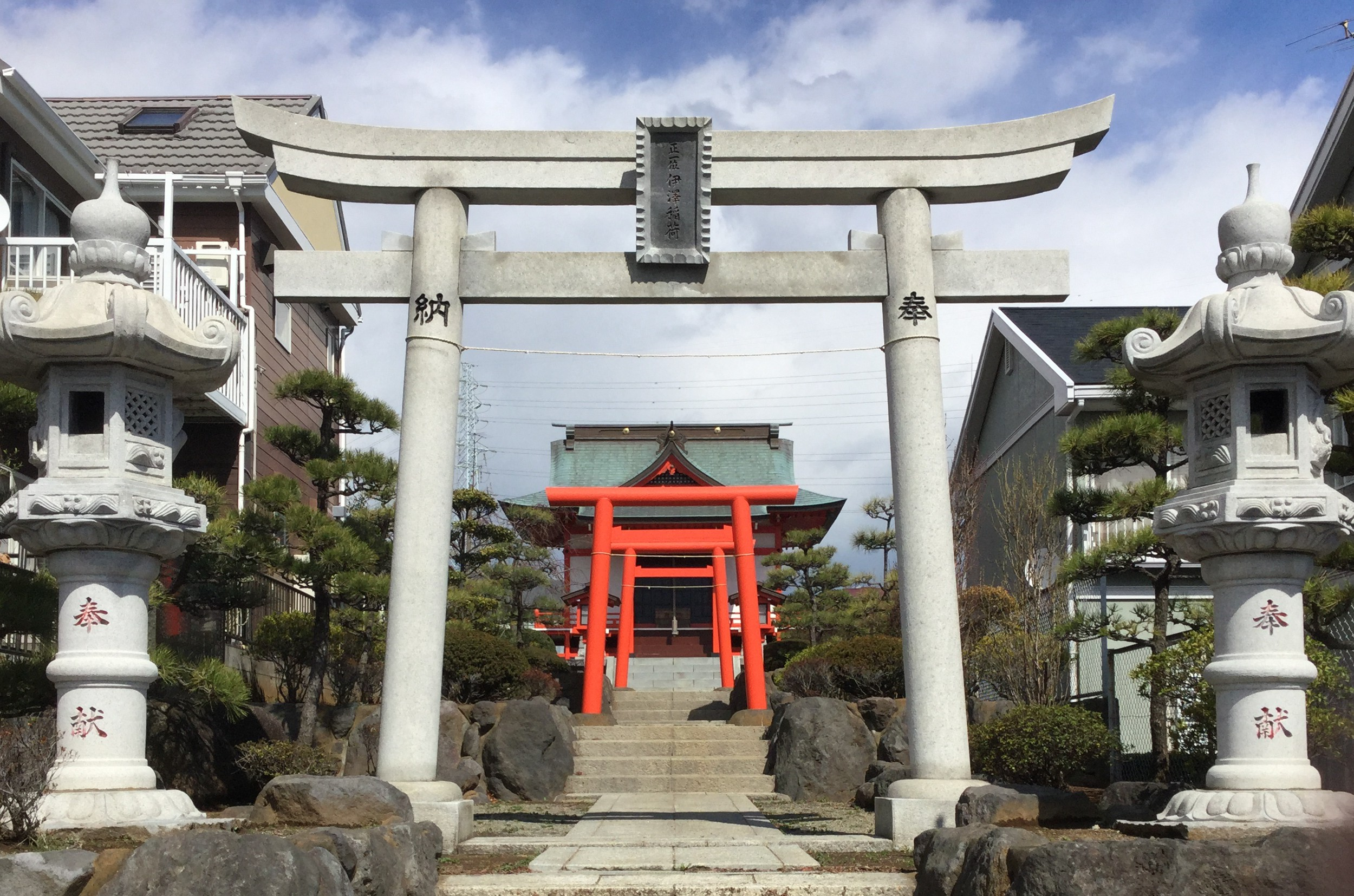
伊澤稲荷神社
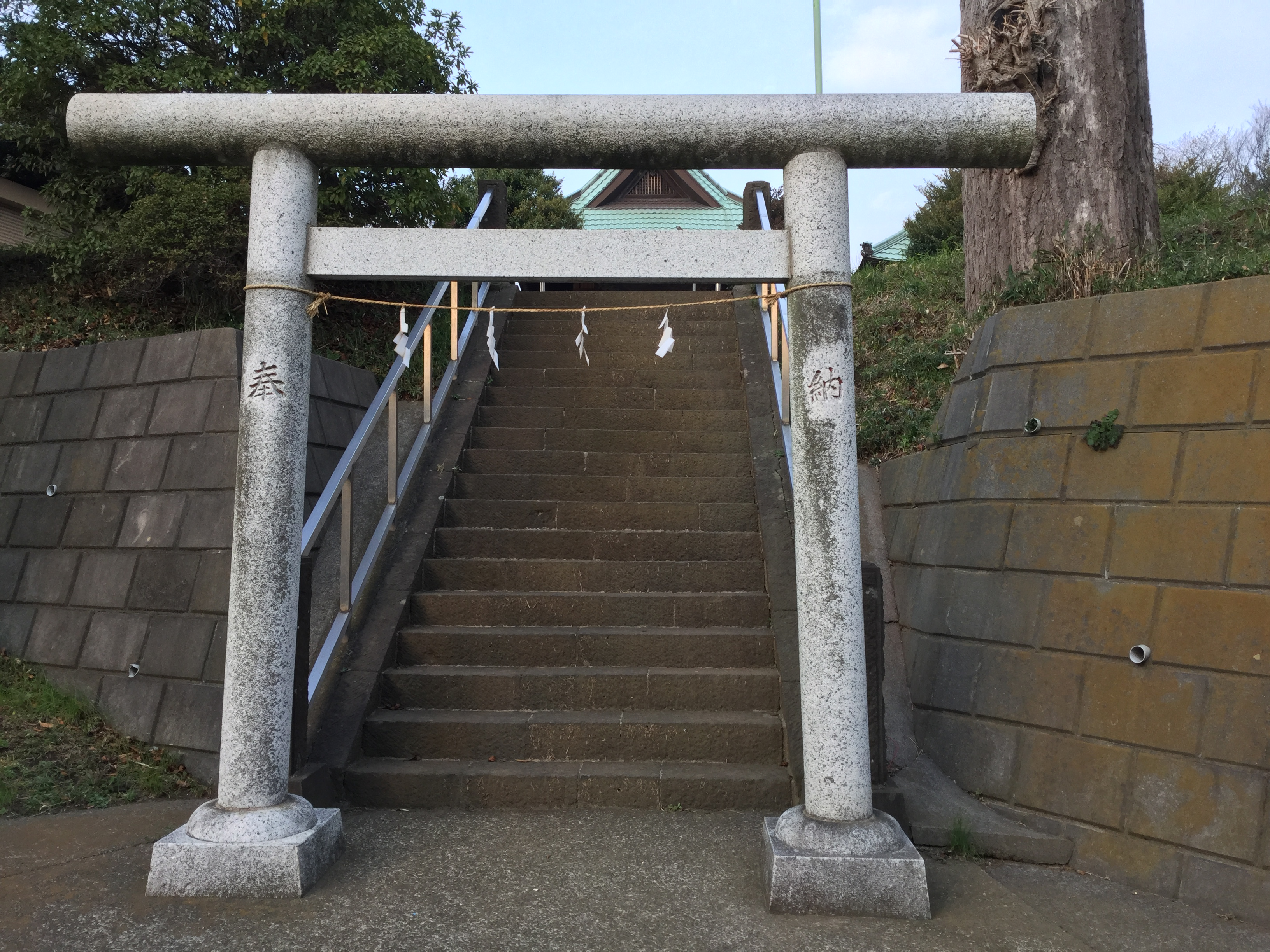
石川の諏訪神社
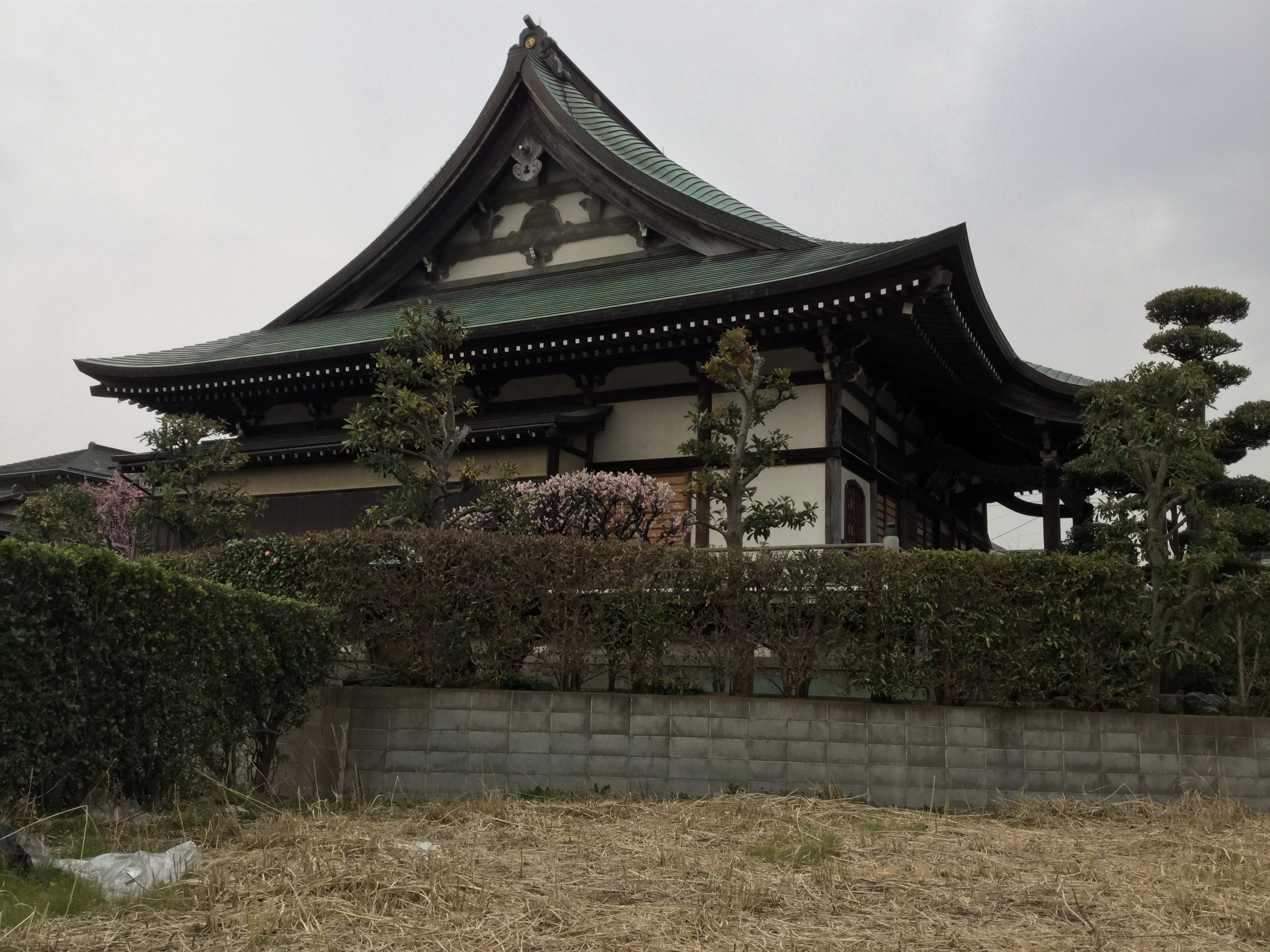
石川山自性院
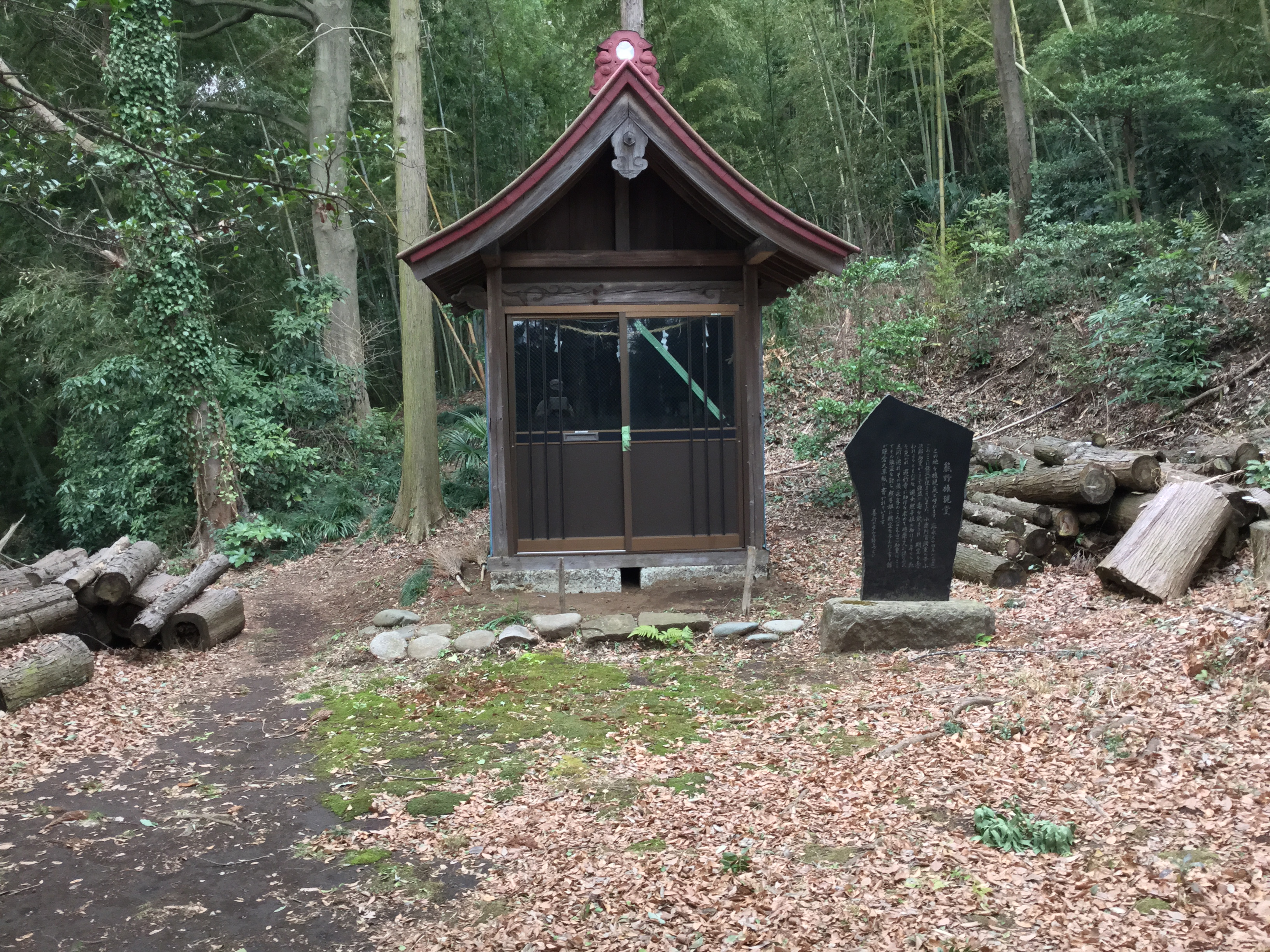
熊野権現堂
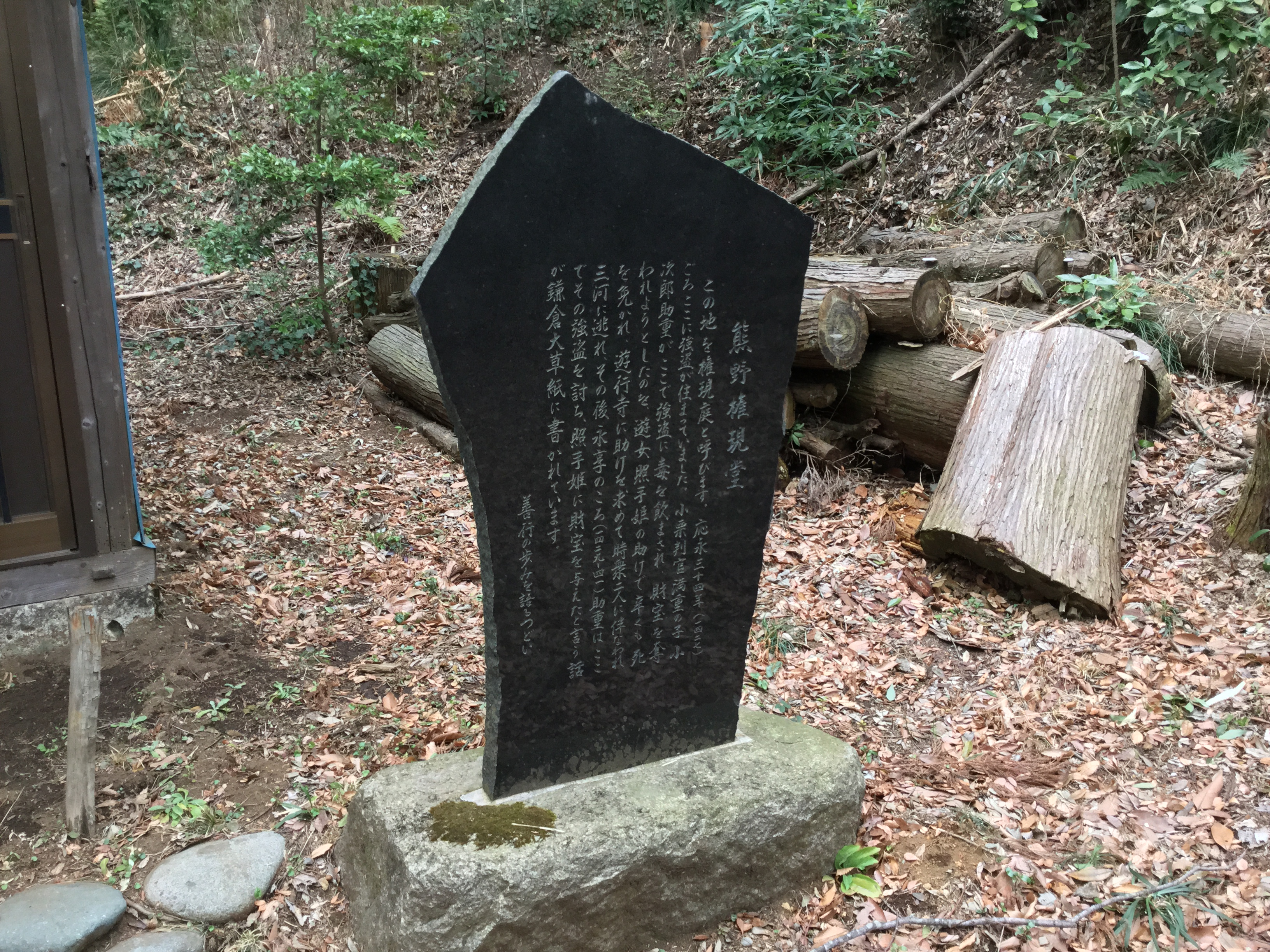
小栗判官伝説をつたえる熊野権現堂の碑
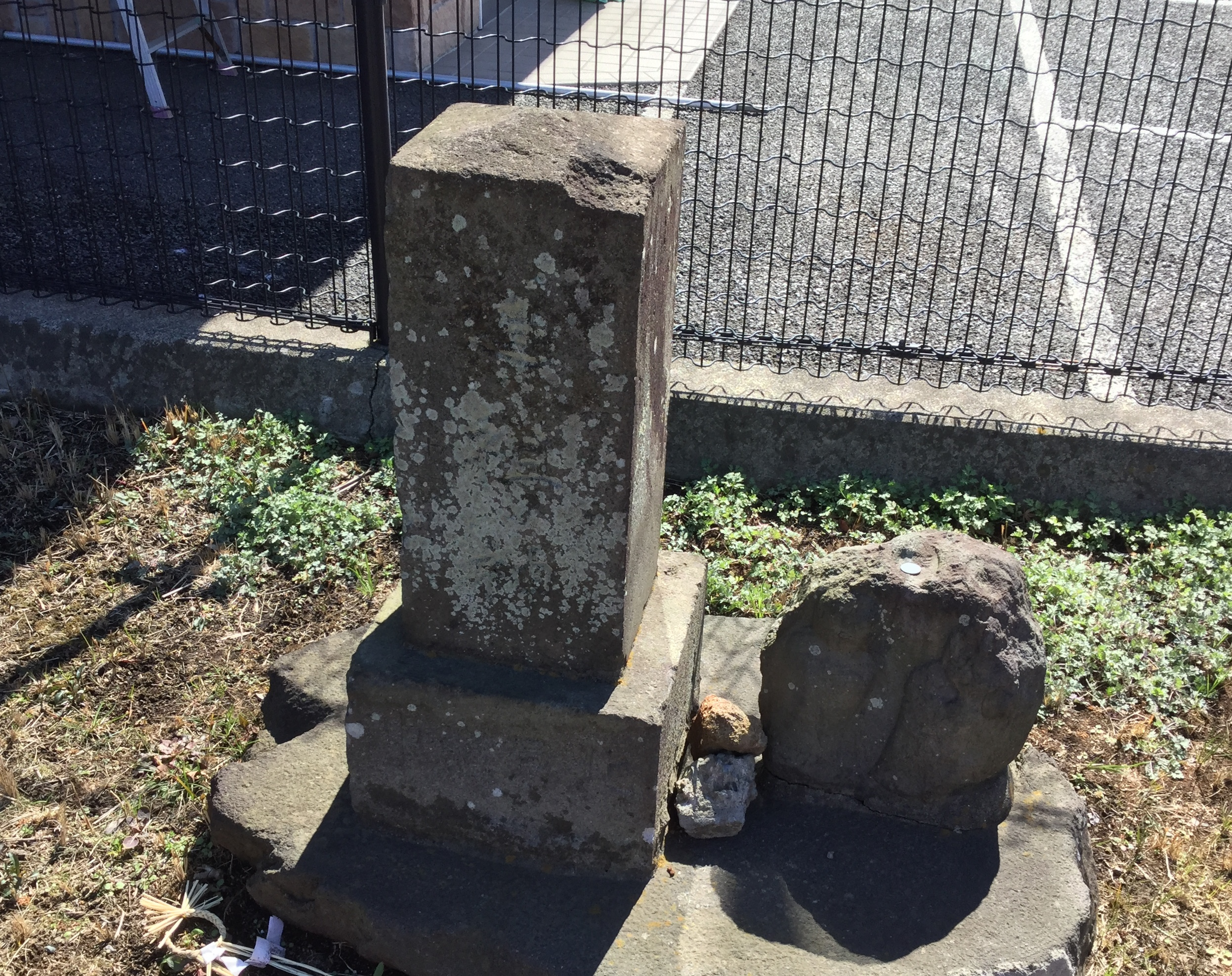
石川北原の道祖神
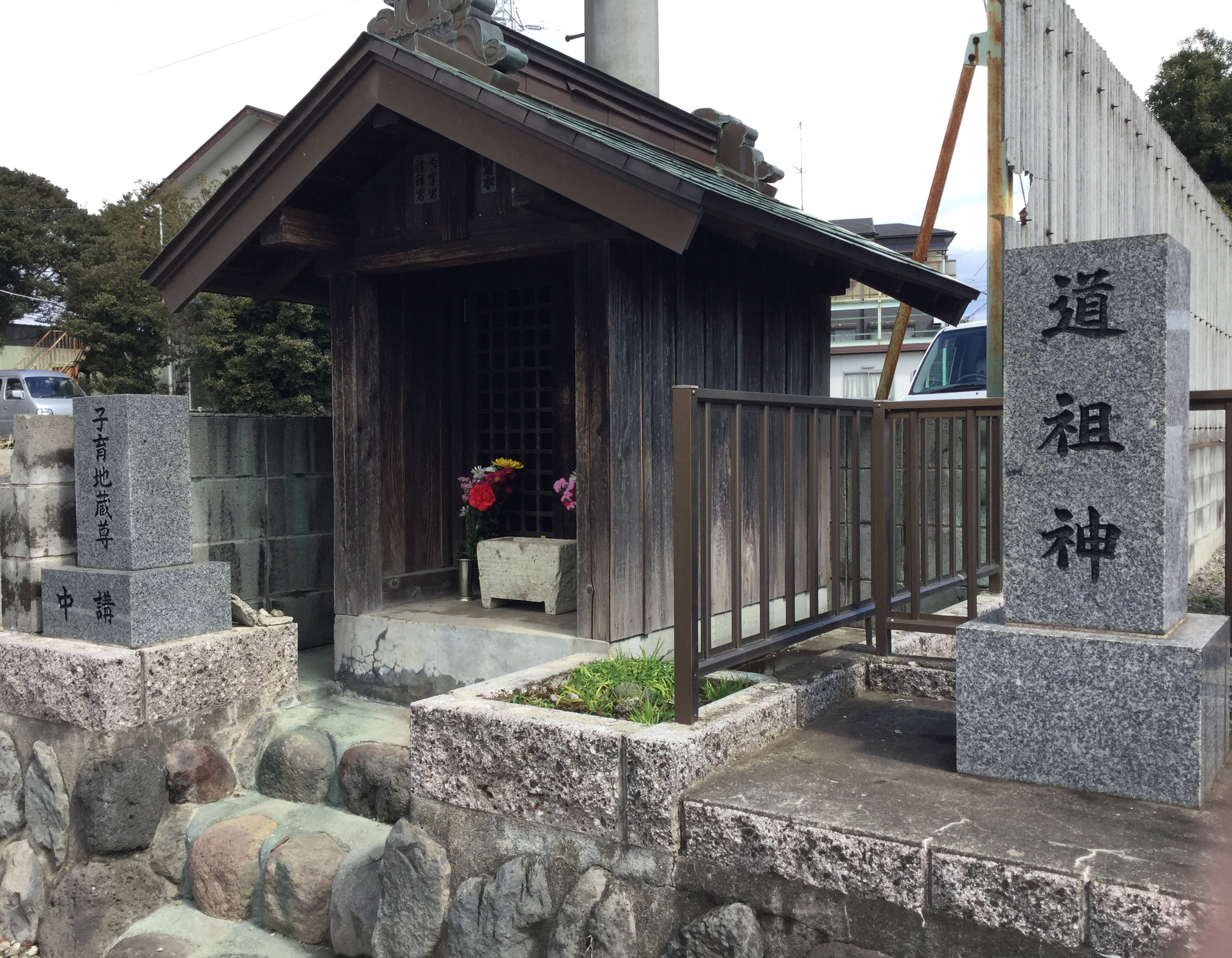
石川南原地蔵堂と道祖神
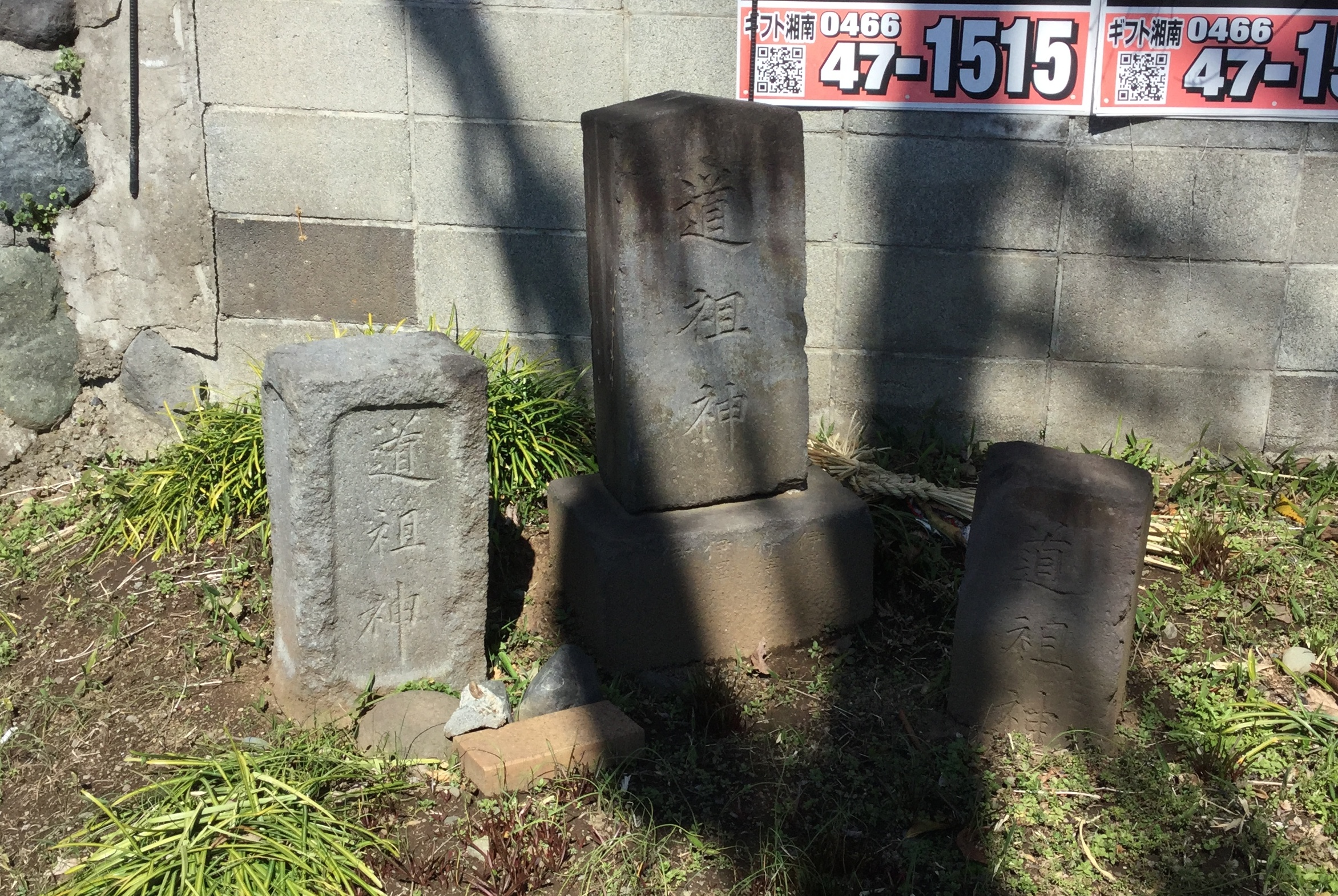
石川橋西詰の道祖神

## その他

### 日本郵便
- 郵便番号 : 252-0815[4]（集配局 : 藤沢北郵便局[57]）。